# Championnat du monde junior de hockey sur glace 2015
Navigation
Suède 2014 Finlande 2016
Le Championnat du monde junior de hockey sur glace 2015 est la 39e édition de cette compétition de hockey sur glace junior organisée par la Fédération internationale de hockey sur glace (IIHF).
Le tournoi de la Division élite, regroupant les meilleurs nations, a lieu  du 26 décembre 2014 au 5 janvier 2015 à Montréal et Toronto au Canada. Les cinq divisions inférieures sont disputées indépendamment du groupe élite.

## Dates du tournoi

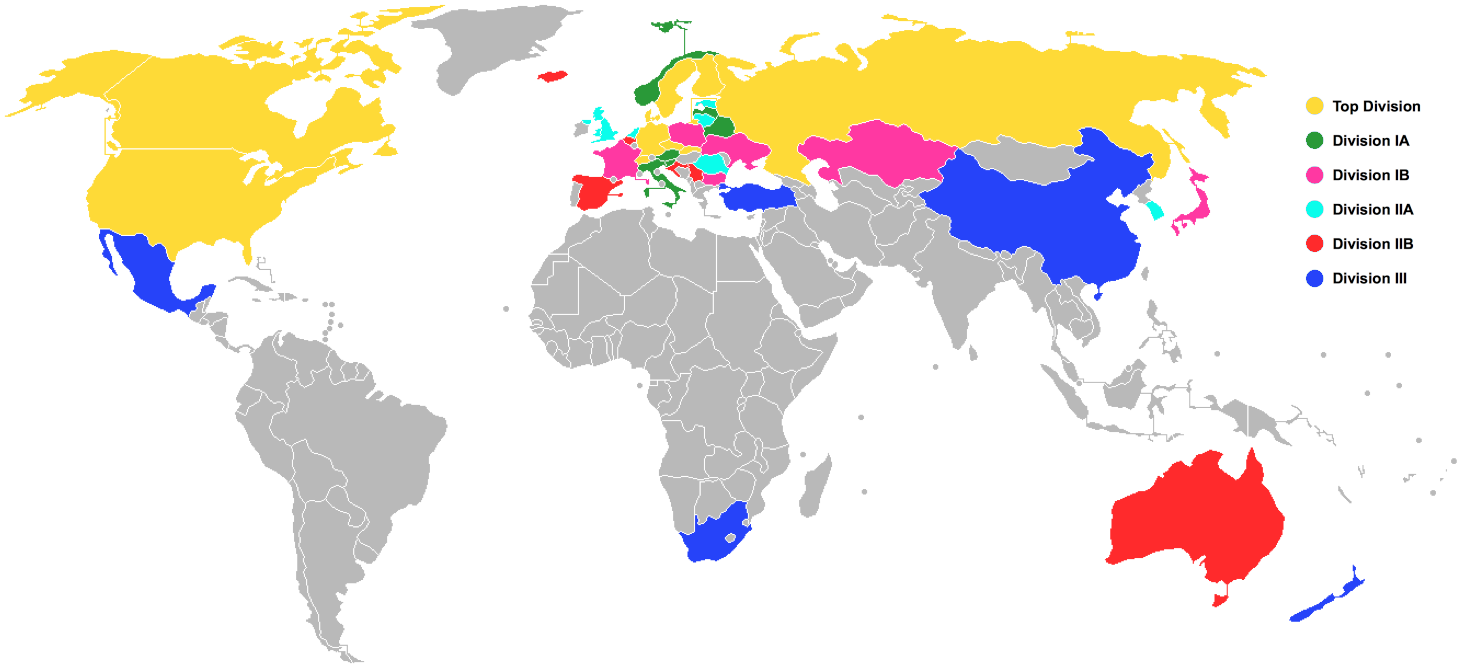
Nations participant au Championnat du monde junior de hockey sur glace 2015.

| Tournoi        | Lieu                | Dates                              | Nombre de participants | Matches joués |
| -------------- | ------------------- | ---------------------------------- | ---------------------- | ------------- |
| Division élite | Toronto et Montréal | 26 décembre 2014 au 5 janvier 2015 | 10                     | 30            |
| Division I A   | Asiago              | 14 au 20 décembre 2014             | 6                      | 15            |
| Division I B   | Dunaújváros         | 14 au 20 décembre 2014             | 6                      | 15            |
| Division II A  | Tallin              | 7 au 13 décembre 2014              | 6                      | 15            |
| Division II B  | Jaca                | 13 au 19 décembre 2014             | 6                      | 15            |
| Division III   | Dunedin             | 19 au 25 janvier 2015              | 5                      | 10            |

## Format de la compétition
Les 10 équipes de la Division élite sont scindées en deux poules de 5 où elles disputent un tour préliminaire. Les 4 meilleures sont qualifiées pour les quarts de finale. Les derniers de chaque poule s'affrontent dans un tour de relégation, au meilleur des 3 matches. Le perdant est relégué en Division I A.
Pour les autres divisions qui comptent 6 équipes (sauf la Division III qui en compte 5), les équipes s’affrontent entre elles et, à l'issue de cette compétition, le premier est promu dans la division supérieure et le dernier est relégué dans la division inférieure.
Lors des phases de poule, les points sont attribués ainsi :
- victoire : 3 points ;
- victoire en prolongation ou aux tirs de fusillade : 2 points ;
- défaite en prolongation ou aux tirs de fusillade : 1 point ;
- défaite : 0 point.

## Joueurs pouvant prendre part à la compétition
Un joueur est éligible pour participer à la compétition si :
- il est de sexe masculin ;
- il est né au plus tôt en 1995, et au plus tard, en 2000 ;
- il est un citoyen du pays qu'il représente ;
- il dépend d'une association nationale qui est membre de l'IIHF.

## Division élite

### Lieu de la compétition
| CANADA ÉTATS-UNIS Toronto Montréal |

| Centre Air Canada de Toronto | Centre Bell de Montréal |
|                              |                         |
| Capacité : 19 746            | Capacité : 21 273       |

### Arbitres
L'IHHF a sélectionné 12 arbitres et 10 juges de ligne pour officier lors de cette compétition :
| Arbitres - Vladimir Baluska - Lars Brüggemann - Roman Gofman - Antonin Jeřábek - Mikko Kaukokari - Geoffrey Miller - Linus Ohlund - Konstantin Olenin - Steve Patafie - Pascal Saint-Jacques - Marcus Vinnerborg - Tobias Wehrli | Juges de ligne - Jordan Browne - Pierre Dehaen - Gleb Lazarev - Miroslav Lhotský - Andreas Malmqvist - Bevan Mills - Jani Pesonen - Nikolaj Ponomarjow - Judson Ritter - Simon Wüst |

### Tour préliminaire

#### Groupe A
| Clt   | Équipe     | PJ | V | VP | D | DP | BP | BC | Diff | Pts |
| ----- | ---------- | -- | - | -- | - | -- | -- | -- | ---- | --- |
| +001, | Canada     | 4  | 4 | 0  | 0 | 0  | 21 | 4  | +17  | 12  |
| +002, | États-Unis | 4  | 2 | 1  | 1 | 0  | 14 | 6  | +8   | 8   |
| +003, | Slovaquie  | 4  | 2 | 0  | 2 | 0  | 7  | 14 | -7   | 6   |
| +004, | Finlande   | 4  | 1 | 0  | 2 | 1  | 5  | 8  | -3   | 4   |
| +005, | Allemagne  | 4  | 0 | 0  | 4 | 0  | 2  | 17 | -15  | 0   |

- Qualifiés pour les quarts de finale

#### Groupe B
| Clt   | Équipe       | PJ | V | VP | D | DP | BP | BC | Diff | Pts |
| ----- | ------------ | -- | - | -- | - | -- | -- | -- | ---- | --- |
| +001, | Suède        | 4  | 4 | 0  | 0 | 0  | 18 | 6  | +12  | 12  |
| +002, | Tchéquie     | 4  | 1 | 1  | 2 | 0  | 12 | 14 | -2   | 5   |
| +003, | Russie       | 4  | 1 | 1  | 2 | 0  | 13 | 9  | +4   | 5   |
| +004, | Danemark (P) | 4  | 0 | 1  | 1 | 2  | 10 | 15 | -5   | 4   |
| +005, | Suisse       | 4  | 1 | 0  | 2 | 1  | 9  | 18 | -9   | 4   |

- Qualifiés pour les quarts de finale

### Tour de relégation
| 2 janvier 2015 | Suisse | 5-2 (1-0, 3-1, 1-1) | Allemagne | Centre Air Canada 7 409 spectateurs |

| Feuille de match  | Feuille de match | Feuille de match            | Feuille de match                                             | Feuille de match                                                        |
| ----------------- | --- | --------------------------- | ------------------------------------------------------------ | ----------------------------------------------------------------------- |
|                   | Fiala (Rod, Malgin) — 3 min 50 s Rod (Fora, Malgin) — 20 min 54 s Fazzini (Hischier) — 5 min 20 s Hischier (Fora, Fazzini) — 13 min 56 s Rod (Malgin) — 5 min 46 s | 1-0 2-0 3-0 3-1 4-1 5-1 5-2 | Tuomie (Tiffels) — 8 min 20 s Kurz (Michaelis) — 15 min 14 s | Arbitrage : Mikko Kaukokari Geoffrey Miller Pierre Dehaen Jani Personen |
| Gauthier Descloux | Gardiens | Kevin Reich                 |                                                              | Arbitrage : Mikko Kaukokari Geoffrey Miller Pierre Dehaen Jani Personen |
| 8 min             | Pénalités | 16 min                      |                                                              | Arbitrage : Mikko Kaukokari Geoffrey Miller Pierre Dehaen Jani Personen |
| 32                | Tirs | 31                          |                                                              | Arbitrage : Mikko Kaukokari Geoffrey Miller Pierre Dehaen Jani Personen |

| 4 janvier 2015 | Allemagne | 2-5 (1-2, 1-1, 0-2) | Suisse | Centre Air Canada 8 392 spectateurs |

| Feuille de match | Feuille de match                                                                | Feuille de match            | Feuille de match | Feuille de match                                                     |
| ---------------- | ------------------------------------------------------------------------------- | --------------------------- | --- | -------------------------------------------------------------------- |
|                  | Tuomie (Bender, Michaelis) — 13 min 58 s (SN) Eder (Tiffels) — 38 min 10 s (SN) | 1–0 1–1 1–2 1–3 2–3 2–4 2–5 | Fuchs (Fazzini, Meier) — 15 min 10 s Malgin (Meier, Fiala) — 16 min 17 s Suter (Hischier) — 31 min 12 s Suter (Hischier) — 53 min 25 s Meier (Fuchs, Fazzini) — 54 min 19 s | Arbitrage : Antonin Jerabek Linus Ohlund Jordan Browne Judson Ritter |
| Kevin Reich      | Gardiens                                                                        | Gauthier Descloux           | | Arbitrage : Antonin Jerabek Linus Ohlund Jordan Browne Judson Ritter |
| 2 min            | Pénalités                                                                       | 6 min                       | | Arbitrage : Antonin Jerabek Linus Ohlund Jordan Browne Judson Ritter |
| 27               | Tirs                                                                            | 27                          | | Arbitrage : Antonin Jerabek Linus Ohlund Jordan Browne Judson Ritter |

### Tour final

#### Tableau
|  | Quarts de finale                  | Quarts de finale                  |                                   |                                   | Demi-finales                      | Demi-finales                      |   |  | Finale                            | Finale                            |
|  | Quarts de finale                  | Quarts de finale                  |                                   |                                   | Demi-finales                      | Demi-finales                      |   |  | Finale                            | Finale                            |
|  |                                   |                                   |                                   |                                   |                                   |                                   |   |  |                                   |                                   |
|  | 2 janvier 2015, Centre Air Canada | 2 janvier 2015, Centre Air Canada |                                   |                                   | 4 janvier 2015, Centre Air Canada | 4 janvier 2015, Centre Air Canada |   |  | 5 janvier 2015, Centre Air Canada | 5 janvier 2015, Centre Air Canada |
|  | 2 janvier 2015, Centre Air Canada | 2 janvier 2015, Centre Air Canada |                                   |                                   | 4 janvier 2015, Centre Air Canada | 4 janvier 2015, Centre Air Canada |   |  | 5 janvier 2015, Centre Air Canada | 5 janvier 2015, Centre Air Canada |
|  | Canada                            | 8                                 |                                   |                                   | 4 janvier 2015, Centre Air Canada | 4 janvier 2015, Centre Air Canada |   |  | 5 janvier 2015, Centre Air Canada | 5 janvier 2015, Centre Air Canada |
|  | Canada                            | 8                                 |                                   |                                   | 4 janvier 2015, Centre Air Canada | 4 janvier 2015, Centre Air Canada |   |  | 5 janvier 2015, Centre Air Canada | 5 janvier 2015, Centre Air Canada |
|  | Danemark                          | 0                                 |                                   |                                   | 4 janvier 2015, Centre Air Canada | 4 janvier 2015, Centre Air Canada |   |  | 5 janvier 2015, Centre Air Canada | 5 janvier 2015, Centre Air Canada |
|  | Danemark                          | 0                                 | Canada                            | 5                                 |                                   |                                   |   |  | 5 janvier 2015, Centre Air Canada | 5 janvier 2015, Centre Air Canada |
|  | 2 janvier 2015, Centre Bell       |                                   | Canada                            | 5                                 |                                   |                                   |   |  | 5 janvier 2015, Centre Air Canada | 5 janvier 2015, Centre Air Canada |
|  |                                   | Slovaquie                         | 1                                 |                                   |                                   |                                   |   |  | 5 janvier 2015, Centre Air Canada | 5 janvier 2015, Centre Air Canada |
|  | Rép. tchèque                      | Slovaquie                         | 1                                 | 0                                 |                                   |                                   |   |  | 5 janvier 2015, Centre Air Canada | 5 janvier 2015, Centre Air Canada |
|  | Rép. tchèque                      |                                   |                                   | 0                                 |                                   |                                   |   |  | 5 janvier 2015, Centre Air Canada | 5 janvier 2015, Centre Air Canada |
|  | Slovaquie                         | 3                                 |                                   |                                   |                                   |                                   |   |  | 5 janvier 2015, Centre Air Canada | 5 janvier 2015, Centre Air Canada |
|  | Slovaquie                         | 3                                 | Canada                            | 5                                 |                                   |                                   |   |  |                                   |                                   |
|  | 2 janvier 2015, Centre Air Canada |                                   | Canada                            | 5                                 |                                   |                                   |   |  |                                   |                                   |
|  |                                   | Russie                            | 4                                 |                                   |                                   |                                   |   |  |                                   |                                   |
|  | Suède                             | Russie                            | 4                                 | 6                                 |                                   |                                   |   |  |                                   |                                   |
|  | Suède                             | 4 janvier 2015, Centre Air Canada |                                   | 6                                 |                                   |                                   |   |  |                                   |                                   |
|  | Finlande                          | 3                                 |                                   |                                   |                                   |                                   |   |  |                                   |                                   |
|  | Finlande                          | 3                                 | Suède                             | 1                                 |                                   |                                   |   |  |                                   |                                   |
|  | 2 janvier 2015, Centre Bell       | 2 janvier 2015, Centre Bell       | Suède                             | 1                                 | Match pour la 3e place            | Match pour la 3e place            |   |  |                                   |                                   |
|  | 2 janvier 2015, Centre Bell       | 2 janvier 2015, Centre Bell       |                                   | Russie                            | Match pour la 3e place            | Match pour la 3e place            | 4 |  |                                   |                                   |
|  | États-Unis                        | 2                                 | 5 janvier 2015, Centre Air Canada | 5 janvier 2015, Centre Air Canada |                                   |                                   | 4 |  |                                   |                                   |
|  | États-Unis                        | 2                                 | 5 janvier 2015, Centre Air Canada | 5 janvier 2015, Centre Air Canada |                                   |                                   |   |  |                                   |                                   |
|  | Russie                            | 3                                 |                                   | Slovaquie                         | 4                                 |                                   |   |  |                                   |                                   |
|  | Russie                            | 3                                 |                                   | Slovaquie                         | 4                                 |                                   |   |  |                                   |                                   |
|  |                                   |                                   |                                   |                                   |                                   |                                   |   |  | Suède                             | 2                                 |
|  |                                   |                                   |                                   |                                   |                                   |                                   |   |  | Suède                             | 2                                 |

#### Quarts de finale
| 2 janvier 2015 | États-Unis | 2-3 (0-2, 1-0, 1-1) | Russie | Centre Bell 8 694 spectateurs |

| Feuille de match | Feuille de match                                                                  | Feuille de match    | Feuille de match | Feuille de match                                                               |
| ---------------- | --------------------------------------------------------------------------------- | ------------------- | --- | ------------------------------------------------------------------------------ |
|                  | DeAngelo (Butcher, Eichel) — 32 min 43 s (2 SN) Werenski (Matthews) — 48 min 56 s | 0–1 0–2 1–2 1–3 2–3 | Barbachiov (Lechenko, Boutchnevitch) — 2 min 31 s (2 SN) Charov (Dergatchiov, Mamine) — 15 min 25 s Toltchinski (Païguine, Goldobine) — 41 min 27 s (SN) | Arbitrage : Marcus Vinnerborg Tobias Wehrli Miroslav Lhotský Andreas Malmqvist |
| Thatcher Demko   | Gardiens                                                                          | Igor Chestiorkine   | | Arbitrage : Marcus Vinnerborg Tobias Wehrli Miroslav Lhotský Andreas Malmqvist |
| 16 min           | Pénalités                                                                         | 10 min              | | Arbitrage : Marcus Vinnerborg Tobias Wehrli Miroslav Lhotský Andreas Malmqvist |
| 41               | Tirs                                                                              | 25                  | | Arbitrage : Marcus Vinnerborg Tobias Wehrli Miroslav Lhotský Andreas Malmqvist |

| 2 janvier 2015 | Suède | 6-3 (0-0, 3-3, 3-0) | Finlande | Centre Air Canada 14 440 spectateurs |

| Feuille de match | Feuille de match | Feuille de match                    | Feuille de match                                                                                    | Feuille de match                                                     |
| ---------------- | --- | ----------------------------------- | --------------------------------------------------------------------------------------------------- | -------------------------------------------------------------------- |
|                  | Forsling (Nylander, Kempe) — 24 min 3 s (2 SN) Wallmark (Aho, Olofsson) — 24 min 50 s (SN) Brodecki (Norell, Forsling) — 28 min 11 s Kempe (Lindblom, Holmstrom) — 41 min 24 s (2 SN) Lindblom (Nylander) — 53 min 52 s Wallmark (Hagg) — 59 min 56 s (CV) | 0–1 1–1 2–1 3–1 3–2 3–3 4–3 5–3 6–3 | Ikonen — 21 min 44 s Rantanen (Ikonen, Hintz) — 29 min 54 s Kapanen (Mustonen, Honka) — 35 min 49 s | Arbitrage : Steve Patafie Pascal St-Jacques Jordan Browne Simon Wust |
| Linus Soderstrom | Gardiens | Ville Husso                         | | Arbitrage : Steve Patafie Pascal St-Jacques Jordan Browne Simon Wust |
| 12 min           | Pénalités | 10 min                              | | Arbitrage : Steve Patafie Pascal St-Jacques Jordan Browne Simon Wust |
| 30               | Tirs | 33                                  | | Arbitrage : Steve Patafie Pascal St-Jacques Jordan Browne Simon Wust |

| 2 janvier 2015 | République tchèque | 0-3 (0-1, 0-0, 0-2) | Slovaquie | Centre Bell 7 696 spectateurs |

| Feuille de match | Feuille de match | Feuille de match | Feuille de match                                                                               | Feuille de match                                                     |
| ---------------- | ---------------- | ---------------- | ---------------------------------------------------------------------------------------------- | -------------------------------------------------------------------- |
|                  |                  | 0–1 0–2 0–3      | Kabáč (Koys) — 18 min 46 s Cehlárik (Lantoši, Rosandič) — 54 min 18 s Réway — 59 min 51 s (CV) | Arbitrage : Roman Gofman Konstantin Olenine Gleb Lazarev Bevan Mills |
| Miroslav Svoboda | Gardiens         | Denis Godla      |                                                                                                | Arbitrage : Roman Gofman Konstantin Olenine Gleb Lazarev Bevan Mills |
| 4 min            | Pénalités        | 10 min           |                                                                                                | Arbitrage : Roman Gofman Konstantin Olenine Gleb Lazarev Bevan Mills |
| 34               | Tirs             | 36               |                                                                                                | Arbitrage : Roman Gofman Konstantin Olenine Gleb Lazarev Bevan Mills |

| 2 janvier 2015 | Canada | 8-0 (2-0, 3-0, 3-0) | Danemark | Centre Air Canada 18 448 spectateurs |

| Feuille de match | Feuille de match | Feuille de match                | Feuille de match | Feuille de match                                                          |
| ---------------- | --- | ------------------------------- | ---------------- | ------------------------------------------------------------------------- |
|                  | Lazar (McDavid) — 10 min 37 s Reinhart (Duclair) — 15 min 17 s Crouse (Gauthier) — 27 min 50 s McDavid — 30 min 21 s Lazar (Hicketts) — 33 min 21 s Paul (Virtanen, Petan) — 43 min 8 s Point (McDavid, Lazar) — 45 min 9 s Ritchie (Crouse, Hicketts) — 59 min 6 s (SN) | 1–0 2–0 3–0 4–0 5–0 6–0 7–0 8–0 |                  | Arbitrage : Lars Bruggemann Linus Ohlund Nikolaj Ponomarjow Judson Ritter |
| Zachary Fucale   | Gardiens | Georg Sorensen Thomas Lillie    |                  | Arbitrage : Lars Bruggemann Linus Ohlund Nikolaj Ponomarjow Judson Ritter |
| 6 min            | Pénalités | 8 min                           |                  | Arbitrage : Lars Bruggemann Linus Ohlund Nikolaj Ponomarjow Judson Ritter |
| 50               | Tirs | 14                              |                  | Arbitrage : Lars Bruggemann Linus Ohlund Nikolaj Ponomarjow Judson Ritter |

#### Demi-finales
| 4 janvier 2015 | Suède | 1-4 (0-0, 0-2, 1-2) | Russie | Centre Air Canada 15 400 spectateurs |

| Feuille de match | Feuille de match                         | Feuille de match    | Feuille de match | Feuille de match                                                  |
| ---------------- | ---------------------------------------- | ------------------- | --- | ----------------------------------------------------------------- |
|                  | Wallmark (Brodecki, Kempe) — 51 min 30 s | 0-1 0-2 0-3 1-3 1-4 | Charov (Golichev, Dergatchiov) — 31 min 18 s Païguine (Valiev, Kamenev) — 32 min 50 s (SN) Charov (Brioukvine, Mamine) — 41 min 31 s Mamine (Fichenko, Brioukvine) — 52 min 39 s | Arbitrage : Steve Patafie Tobias Wehrli Bevan Mills Judson Ritter |
| Linus Soderstrom | Gardiens                                 | Igor Chestiorkine   | | Arbitrage : Steve Patafie Tobias Wehrli Bevan Mills Judson Ritter |
| 8 min            | Pénalités                                | 16 min              | | Arbitrage : Steve Patafie Tobias Wehrli Bevan Mills Judson Ritter |
| 27               | Tirs                                     | 31                  | | Arbitrage : Steve Patafie Tobias Wehrli Bevan Mills Judson Ritter |

| 4 janvier 2015 | Canada | 5-1 (1-0, 2-1, 2-0) | Slovaquie | Centre Air Canada 18 002 spectateurs |

| Feuille de match | Feuille de match | Feuille de match        | Feuille de match                | Feuille de match                                                          |
| ---------------- | --- | ----------------------- | ------------------------------- | ------------------------------------------------------------------------- |
|                  | Petan (McDavid, Lazar) — 4 min 27 s (SN) Petan (McDavid, Lazar) — 38 min 6 s Theodore (Duclair) — 39 min 32 s Duclair (Nurse, Reinhart) — 42 min 47 s Petan (Lazar, McDavid) — 51 min 59 s (SN) | 1–0 2–0 3–0 3–1 4–1 5–1 | Soltes (Paulovic) — 39 min 57 s | Arbitrage : Roman Gofman Konstantin Olenin Gleb Lazarev Andreas Malmqvist |
| Zachary Fucale   | Gardiens | Denis Godla             |                                 | Arbitrage : Roman Gofman Konstantin Olenin Gleb Lazarev Andreas Malmqvist |
| 6 min            | Pénalités | 12 min                  |                                 | Arbitrage : Roman Gofman Konstantin Olenin Gleb Lazarev Andreas Malmqvist |
| 45               | Tirs | 13                      |                                 | Arbitrage : Roman Gofman Konstantin Olenin Gleb Lazarev Andreas Malmqvist |

#### Match pour la troisième place
| 5 janvier 2015 | Slovaquie | 4-2 (2-2, 0-0, 0-2) | Suède | Centre Air Canada 13 625 spectateurs |

| Feuille de match | Feuille de match | Feuille de match        | Feuille de match                                                  | Feuille de match                                                     |
| ---------------- | --- | ----------------------- | ----------------------------------------------------------------- | -------------------------------------------------------------------- |
|                  | Soltes (Lantosi) — 2 min 43 s Rosandic (Skalicky, Reway) — 3 min 22 s Skalicky (Reway, Cernak) — 42 min 52 s (SN) Koys (Reway) — 59 min 4 s (CV) | 1–0 2–0 2–1 2–2 3–2 4–2 | Nylander (Aho, Holmström) — 10 min 22 s Lööke (Ehn) — 16 min 12 s | Arbitrage : Roman Gofman Konstantin Olenin Bevan Mills Judson Ritter |
| Denis Godla      | Gardiens | Linus Söderström        |                                                                   | Arbitrage : Roman Gofman Konstantin Olenin Bevan Mills Judson Ritter |
| 29 min           | Pénalités | 6 min                   |                                                                   | Arbitrage : Roman Gofman Konstantin Olenin Bevan Mills Judson Ritter |
| 28               | Tirs | 28                      |                                                                   | Arbitrage : Roman Gofman Konstantin Olenin Bevan Mills Judson Ritter |

#### Finale
| 5 janvier 2015 | Canada | 5-4 (2-1, 3-3, 0-0) | Russie | Centre Air Canada 19 014 spectateurs |

| Feuille de match | Feuille de match | Feuille de match                    | Feuille de match | Feuille de match                                                               |
| ---------------- | --- | ----------------------------------- | --- | ------------------------------------------------------------------------------ |
|                  | Duclair (Domi) — 23 s Paul (Point, Virtanen) — 2 min 32 s McDavid (Morrissey) — 25 min 8 s Domi — 27 min 22 s Domi (Reinhart) — 32 min 30 s | 1–0 2–0 2–1 3–1 4–1 5–1 5–2 5–3 5–4 | Ioudine (Golichev, Dergatchiov) — 9 min 20 s Barbachiov (Boutchnevitch, Ioudine) — 34 min 21 s (SN) Toltchinski (Goldobine, Valiev) — 34 min 53 s Goldobine (Toltchinski, Kamenev) — 37 min 37 s (SN) | Arbitrage : Marcus Vinnerborg Tobias Wehrli Miroslav Lhotsky Andreas Malmqvist |
| Zachary Fucale   | Gardiens | Igor Chestiorkine Ilia Sorokine     | | Arbitrage : Marcus Vinnerborg Tobias Wehrli Miroslav Lhotsky Andreas Malmqvist |
| 8 min            | Pénalités | 22 min                              | | Arbitrage : Marcus Vinnerborg Tobias Wehrli Miroslav Lhotsky Andreas Malmqvist |
| 21               | Tirs | 30                                  | | Arbitrage : Marcus Vinnerborg Tobias Wehrli Miroslav Lhotsky Andreas Malmqvist |

### Classement final
| Place              | Équipe     |
| ------------------ | ---------- |
| Médaille d'or      | Canada     |
| Médaille d'argent  | Russie     |
| Médaille de bronze | Slovaquie  |
| 4                  | Suède      |
| 5                  | États-Unis |
| 6                  | Tchéquie   |
| 7                  | Finlande   |
| 8                  | Danemark   |
| 9                  | Suisse     |
| 10                 | Allemagne  |

### Médaillés
| Or Canada | Eric Comrie, Zach Fucale, Joe Hicketts, Dillon Heatherington, Madison Bowey, Samuel Morin, Shea Theodore, Josh Morrissey, Darnell Nurse, Brayden Point, Anthony Duclair, Max Domi, Connor McDavid, Jake Virtanen, Nic Petan, Nick Paul, Nick Ritchie, Frédérik Gauthier, Sam Reinhart, Curtis Lazar, Lawson Crouse, Robby Fabbri, Brendan Gallagher Entraîneur : Benoît Groulx |

| Argent Russie | Ilia Sorokine, Denis Kostine, Igor Chestiorkine, Dmitri Ioudine, Ziat Païguine, Nikita Tcherepanov, Vladislav Gavrikov, Rouchan Rafikov, Aleksandr Brintsev, Rinat Valiev, Ivan Provorov, Vladislav Kamenev, Nikolaï Goldobine, Anatoli Golichev, Ivan Fichtchenko, Maksim Mamine, Pavel Boutchnevitch, Ivan Barbachiov, Aleksandr Charov, Aleksandr Dergatchiov, Vladimir Brioukvine, Viatcheslav Lechtchenko, Sergueï Toltchinski Entraîneur : Valeri Braguine |

| Bronze Slovaquie | Daniel Gibl, Dávid Okoličány, Denis Godla, Mislav Rosandič, Marco Hochel, Dominik Jendroľ, Matúš Holenda, Erik Černák, Patrik Bačik, Branislav Pavúk, Christián Jaroš, Patrik Koyš, Samuel Petráš, Martin Réway, Dominik Rehák, Radovan Bondra, Róbert Lantoši, Matúš Sukeľ, Dávid Šoltés, Peter Cehlárik, Michal Kabáč, Pavol Skalický, Matej Paulovič Entraîneur : Ernest Bokroš |

### Récompenses du tournoi
Meilleur joueur,
- Denis Godla,  Slovaquie

| Position       | Joueur          | Équipe    |
| -------------- | --------------- | --------- |
| Gardien de but | Denis Godla     | Slovaquie |
| Défenseur      | Gustav Forsling | Suède     |
| Défenseur      | Josh Morrissey  | Canada    |
| Attaquant      | Sam Reinhart    | Canada    |
| Attaquant      | Max Domi        | Canada    |
| Attaquant      | Connor McDavid  | Canada    |

Meilleurs joueurs de l'IIHF,
- Gardien de but : Denis Godla,  Slovaquie
- Défenseur : Vladislav Gavrikov,  Russie
- Attaquant : Max Domi,  Canada

### Meilleurs pointeurs
| Rang | Joueur           | Pays      | PJ | B | A | Pts | +/− | Pun |
| ---- | ---------------- | --------- | -- | - | - | --- | --- | --- |
| 1    | Sam Reinhart     | Canada    | 7  | 5 | 6 | 11  | +13 | 6   |
| 2    | Nicolas Petan    | Canada    | 7  | 4 | 7 | 11  | +4  | 0   |
| 3    | Connor McDavid   | Canada    | 7  | 3 | 8 | 11  | +8  | 0   |
| 4    | Max Domi         | Canada    | 7  | 5 | 5 | 10  | +10 | 4   |
| 5    | William Nylander | Suède     | 7  | 3 | 7 | 10  | –2  | 0   |
| 6    | Curtis Lazar     | Canada    | 7  | 5 | 4 | 9   | +8  | 0   |
| 7    | Oskar Lindblom   | Suède     | 7  | 4 | 5 | 9   | –1  | 0   |
| 7    | Martin Reway     | Slovaquie | 7  | 4 | 5 | 9   | –1  | 2   |
| 9    | Adrian Kempe     | Suède     | 6  | 4 | 4 | 8   | 0   | 2   |
| 10   | Anthony Duclair  | Canada    | 7  | 4 | 4 | 8   | +11 | 16  |

### Meilleurs gardiens de buts
Seuls sont classés les gardiens ayant joué au minimum 40 % du temps de jeu de leur équipe.
| Rang | Joueur            | Pays       | Min          | BC | Moy  | %Arr  | Bl |
| ---- | ----------------- | ---------- | ------------ | -- | ---- | ----- | -- |
| 1    | Zachary Fucale    | Canada     | 300 min 0 s  | 6  | 1,20 | 93,94 | 2  |
| 2    | Igor Chestiorkine | Russie     | 242 min 13 s | 8  | 1,98 | 93,80 | 1  |
| 3    | Thatcher Demko    | États-Unis | 241 min 42 s | 7  | 1,74 | 93,75 | 1  |
| 4    | Denis Godla       | Slovaquie  | 391 min 35 s | 18 | 2,76 | 92,56 | 1  |
| 5    | Ville Husso       | Finlande   | 183 min 12 s | 7  | 2,29 | 92,31 | 1  |

## Division IA
Le tournoi de la Division IA a lieu au Pala Hodegart (it) à Asiago en Italie du 14 au 20 décembre 2014.

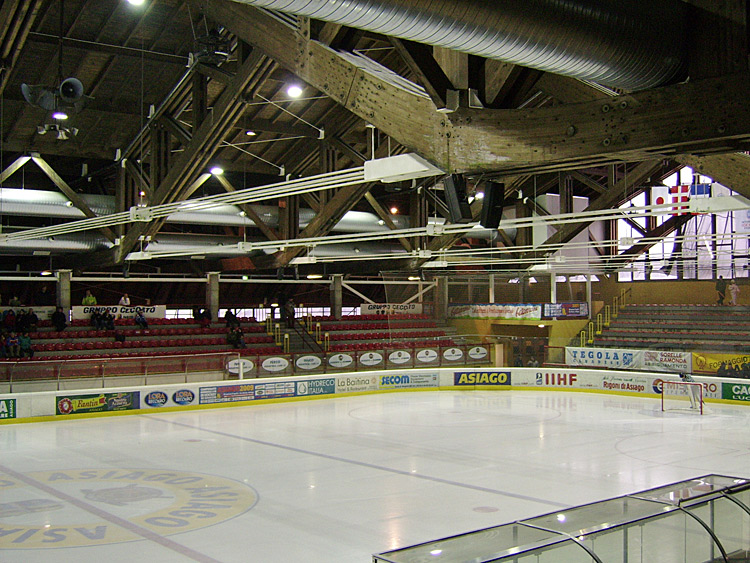
Vue de l'intérieur du Pala Hodegart à Asiago

| \| Localisation de la ville d'Asiago dans le Nord de l'Italie. \| Localisation de la ville d'Asiago dans le Nord de l'Italie. |
| Localisation de la ville d'Asiago dans le Nord de l'Italie.                                                                   |

### Résultats
| 14 décembre 2014 | Slovénie | 1-6 (0-3, 1-1, 0-2) | Biélorussie | Pala Odegar 300 spectateurs |

| Feuille de match | Feuille de match                      | Feuille de match            | Feuille de match | Feuille de match                                       |
| ---------------- | ------------------------------------- | --------------------------- | --- | ------------------------------------------------------ |
|                  | Kalan (Cepon, Pem) — 22 min 12 s (SN) | 0–1 0–2 0–3 1–3 1–4 1–5 1–6 | Shantyka (Ambrozheichik, Khenkel) — 6 min 22 s (SN) A. Buinitski (Ambrozheichik, Martsul) — 7 min 6 s A. Buinitski (Stankevich) — 12 min 26 s Ambrozheichik (Dyukov) — 28 min 23 s Valkov (Gerasimovich) — 46 min 11 s Ambrozheichik (A. Buinitski, D. Buinitski) — 55 min 28 s | Arbitrage : Robin Sir Christian Cristeli Henrik Haurum |
| Zan Us           | Gardiens                              | Konstantin Kozlovski        | | Arbitrage : Robin Sir Christian Cristeli Henrik Haurum |
| 8 min            | Pénalités                             | 6 min                       | | Arbitrage : Robin Sir Christian Cristeli Henrik Haurum |
| 13               | Tirs                                  | 38                          | | Arbitrage : Robin Sir Christian Cristeli Henrik Haurum |

| 14 décembre 2014 | Autriche | 1-5 (1-1, 0-0, 0-4) | Lettonie | Pala Odegar 550 spectateurs |

| Feuille de match | Feuille de match                         | Feuille de match        | Feuille de match | Feuille de match                                  |
| ---------------- | ---------------------------------------- | ----------------------- | --- | ------------------------------------------------- |
|                  | Huber (Bauer, Schaurhofer) — 17 min 37 s | 0–1 1–1 1–2 1–3 1–4 1–5 | Dzierkals (Abols, Jaks) — 10 min 39 s Locans (Batna, Rubins) — 44 min 15 s Balcers (Homjakovs, Razgals) — 49 min 28 s Homjakovs (Batna, Razgals) — 52 min 33 s Abols (Maslovskis, Egle) — 54 min 52 s | Arbitrage : Marcus Brill Kenji Kosaka Simone Lega |
| Stefan Muller    | Gardiens                                 | Matiss Kivlenieks       | | Arbitrage : Marcus Brill Kenji Kosaka Simone Lega |
| 16 min           | Pénalités                                | 14 min                  | | Arbitrage : Marcus Brill Kenji Kosaka Simone Lega |
| 22               | Tirs                                     | 37                      | | Arbitrage : Marcus Brill Kenji Kosaka Simone Lega |

| 14 décembre 2014 | Italie | 0-3 (0-1, 0-2, 0-0) | Norvège | Pala Odegar 860 spectateurs |

| Feuille de match | Feuille de match | Feuille de match     | Feuille de match | Feuille de match                                       |
| ---------------- | ---------------- | -------------------- | --- | ------------------------------------------------------ |
|                  |                  | 0–1 0–2 0–3          | Norstebo (Soberg) — 18 min 25 s Ronnild (Kaasastul, Klavestad) — 26 min 59 s (SN) Henrikson (Overgaard, Hoff) — 36 min 20 s (SN) | Arbitrage : Michael Hicks James Kavanagh Mariusz Smura |
| Daniel Morandell | Gardiens         | Frederick Gronstrand | | Arbitrage : Michael Hicks James Kavanagh Mariusz Smura |
| 39 min           | Pénalités        | 4 min                | | Arbitrage : Michael Hicks James Kavanagh Mariusz Smura |
| 11               | Tirs             | 38                   | | Arbitrage : Michael Hicks James Kavanagh Mariusz Smura |

| 15 décembre 2014 | Norvège | 9-5 (3-2, 3-1, 3-2) | Autriche | Pala Odegar 300 spectateurs |

| Feuille de match     | Feuille de match | Feuille de match                                        | Feuille de match | Feuille de match                                       |
| -------------------- | --- | ------------------------------------------------------- | --- | ------------------------------------------------------ |
|                      | Soberg (Hoff) — 4 min 56 s Soberg (Sateraas, Hoff) — 11 min 3 s Hoff (Gronstad, Klavestad) — 18 min 50 s Hoff (A. Henriksen, Klavestad) — 20 min 36 s (SN) Olsen (Ronnild) — 27 min 18 s (IN) Norstebo (Sateraas, Hoff) — 32 min 17 s (2 SN) Norstebo (Hoff, Soberg) — 50 min 53 s () M. Henriksen (A. Henriksen, Olsen) — 53 min 13 s (SN) Norstebo (Soberg, Hoff) — 58 min 36 s (SN) | 0–1 1–1 1–2 2–2 3–2 4–2 5–2 5–3 6–3 6–4 7–4 8–4 8–5 9–5 | Huber (Gelfanov, Baltram) — 4 min 44 s (SN) Gaffal — 6 min 58 s (SN) Richter (Haudum) — 28 min 34 s (SN) Winkler (Richter, Bauer) — 41 min 16 s Gaffal (Reisinger) — 54 min 52 s | Arbitrage : Robin Sir Mariusz Smura Christian Cristeli |
| Frederick Gronstrand | Gardiens | Thomas Stroj Stefan Muller                              | | Arbitrage : Robin Sir Mariusz Smura Christian Cristeli |
| 10 min               | Pénalités | 26 min                                                  | | Arbitrage : Robin Sir Mariusz Smura Christian Cristeli |
| 40                   | Tirs | 15                                                      | | Arbitrage : Robin Sir Mariusz Smura Christian Cristeli |

| 15 décembre 2014 | Lettonie | 7-3 (1-1, 3-2, 3-0) | Slovénie | Pala Odegar 150 spectateurs |

| Feuille de match  | Feuille de match | Feuille de match                        | Feuille de match                                                                                               | Feuille de match                                       |
| ----------------- | --- | --------------------------------------- | --- | ------------------------------------------------------ |
|                   | Balcers (Razgals, Homjakovs) — 9 min 20 s Cukste (Rubins, Dzierkals) — 23 min 29 s (SN) Abols (Egle, Maslovskis) — 26 min 10 s Locans (Dzierkals) — 27 min 1 s (SN) Homjakovs (Grinbergs, Maslovskis) — 43 min 27 s Jaks (Egle, Homjakvos) — 47 min 40 s Batna (Locans, Cukste) — 56 min 9 s | 1–0 1–1 1–2 2–2 3–2 4–2 4–3 5–3 6–3 7–3 | Jezovsek (Ograjensek) — 14 min 45 s Maver (Jeklic, Glavic) — 22 min 52 s Vincec (Unuk, Potocnik) — 34 min 26 s | Arbitrage : Marcus Brill Markus Hagerstrom Simone Lega |
| Matiss Kivlenieks | Gardiens | Tomaz Trelc                             | | Arbitrage : Marcus Brill Markus Hagerstrom Simone Lega |
| 8 min             | Pénalités | 12 min                                  | | Arbitrage : Marcus Brill Markus Hagerstrom Simone Lega |
| 40                | Tirs | 20                                      | | Arbitrage : Marcus Brill Markus Hagerstrom Simone Lega |

| 15 décembre 2014 | Biélorussie | 4-2 (2-0, 1-1, 1-1) | Italie | Pala Odegar 450 spectateurs |

| Feuille de match | Feuille de match | Feuille de match        | Feuille de match                                        | Feuille de match                                         |
| ---------------- | --- | ----------------------- | ------------------------------------------------------- | -------------------------------------------------------- |
|                  | Novik — 7 min 46 s (IN) Ambrozheichik (Khenkel) — 10 min 35 s (SN) Buinitski (Ambrozheichik, Ustinenko) — 27 min (SN) Logvinyuk (Ustinenko) — 56 min 31 s (SN) | 1–0 2–0 3–0 3–1 3–2 4–2 | Tauferer (Lambacher) — 36 min 29 s Morini — 50 min 42 s | Arbitrage : Jari-pekka Pajula Henrik Haurum Kenji Kosaka |
| Maxim Gorodetski | Gardiens | Daniel Morandell        |                                                         | Arbitrage : Jari-pekka Pajula Henrik Haurum Kenji Kosaka |
| 6 min            | Pénalités | 6 min                   |                                                         | Arbitrage : Jari-pekka Pajula Henrik Haurum Kenji Kosaka |
| 33               | Tirs | 21                      |                                                         | Arbitrage : Jari-pekka Pajula Henrik Haurum Kenji Kosaka |

| 17 décembre 2014 | Lettonie | 1-2 (0-1, 0-0, 1-1) | Biélorussie | Pala Odegar 350 spectateurs |

| Feuille de match  | Feuille de match                 | Feuille de match     | Feuille de match                                                                                            | Feuille de match                                         |
| ----------------- | -------------------------------- | -------------------- | --- | -------------------------------------------------------- |
|                   | Maslovskis (Abols) — 46 min 52 s | 0–1 1–1 1–2          | Shantyka (Varivonchik, Khenkel) — 2 min 49 s (2 SN) Buinitski (Ambrozheichik, Ustinenko) — 57 min 28 s (SN) | Arbitrage : Jari-pekka Pajula James Kavanagh Simone Lega |
| Matiss Kivlenieks | Gardiens                         | Konstantin Kozlovski | | Arbitrage : Jari-pekka Pajula James Kavanagh Simone Lega |
| 8 min             | Pénalités                        | 10 min               | | Arbitrage : Jari-pekka Pajula James Kavanagh Simone Lega |
| 19                | Tirs                             | 30                   | | Arbitrage : Jari-pekka Pajula James Kavanagh Simone Lega |

| 17 décembre 2014 | Norvège | 2-1 (TB) (0-0, 1-0, 0-1, 0-0, 1-0) | Slovénie | Pala Odegar 400 spectateurs |

| Feuille de match | Feuille de match                                                        | Feuille de match | Feuille de match                    | Feuille de match                                          |
| ---------------- | ----------------------------------------------------------------------- | ---------------- | ----------------------------------- | --------------------------------------------------------- |
|                  | Overgaard (Norstebo, Hestnes) — 30 min 10 s (SN) - Soberg — 65 min (TB) | 1-0 1-1 2-1      | Logar (Hadzic, Jaklic) — 59 min 7 s | Arbitrage : Michael Hicks Christian Criteli Henrik Haurum |
| Theodor Hestnes  | Gardiens                                                                | Zan Us           |                                     | Arbitrage : Michael Hicks Christian Criteli Henrik Haurum |
| 12 min           | Pénalités                                                               | 6 min            |                                     | Arbitrage : Michael Hicks Christian Criteli Henrik Haurum |
| 38               | Tirs                                                                    | 25               |                                     | Arbitrage : Michael Hicks Christian Criteli Henrik Haurum |

| 17 décembre 2014 | Italie | 5-4 (pr) (0-1, 1-3, 3-0, 1-0) | Autriche | Pala Odegar 900 spectateurs |

| Feuille de match | Feuille de match | Feuille de match                    | Feuille de match | Feuille de match                                         |
| ---------------- | --- | ----------------------------------- | --- | -------------------------------------------------------- |
|                  | Lambacher (Ramoser, Beber) — 31 min 39 s Lacedelli (Cordiano, Costa) — 47 min 39 s (SN) P. Morini (Ploner, G. Morini) — 50 min 3 s Tauferer (Ramoser, Lambacher) — 52 min 43 s (SN) Lambacher (Ramoser, Tauferer) — 62 min 48 s | 0–1 0–2 0–3 1–3 1–4 2–4 3–4 4–4 5–4 | Richter (Vallant, Haudum) — 16 min 6 s Lindner (Huber, Richter) — 25 min 39 s Wukovits (Jakubitzka, Reisinger) — 25 min 48 s Richter (Huber) — 39 min 39 s | Arbitrage : Marcus Brill Markus Hagerstrom Mariusz Smura |
| Daniel Morandell | Gardiens | Stefan Muller                       | | Arbitrage : Marcus Brill Markus Hagerstrom Mariusz Smura |
| 4 min            | Pénalités | 14 min                              | | Arbitrage : Marcus Brill Markus Hagerstrom Mariusz Smura |
| 45               | Tirs | 41                                  | | Arbitrage : Marcus Brill Markus Hagerstrom Mariusz Smura |

| 18 décembre 2014 | Autriche | 7-3 (3-0, 3-1, 1-2) | Slovénie | Pala Odegar 300 spectateurs |

| Feuille de match | Feuille de match | Feuille de match                        | Feuille de match                                                                                                | Feuille de match                                          |
| ---------------- | --- | --------------------------------------- | --- | --------------------------------------------------------- |
|                  | Lindner (Huber) — 5 min 45 s Richter (Haudum) — 14 min 18 s Reisinger (Gaffal, Wukovits) — 14 min 57 s Vallant (Haudum) — 21 min 45 s (SN) Vallant (Huber, Lindner) — 24 min 3 s (2 SN) Reisinger (Gaffal) — 29 min 40 s Haudum (Huber, Richter) — 47 min 27 s | 1–0 2–0 3–0 4–0 5–0 6–0 6–1 7–1 7–2 7–3 | Jeklic (Unuk, Maver) — 32 min 47 s Simsic (Jeklic) — 48 min 37 s Vincec (Ograjensek, Simsic) — 56 min 50 s (SN) | Arbitrage : Michael Hicks Christian Cristeli Kenji Kosaka |
| Thomas Stroj     | Gardiens | Tomaz Trelc Zan Us                      | | Arbitrage : Michael Hicks Christian Cristeli Kenji Kosaka |
| 8 min            | Pénalités | 8 min                                   | | Arbitrage : Michael Hicks Christian Cristeli Kenji Kosaka |
| 35               | Tirs | 21                                      | | Arbitrage : Michael Hicks Christian Cristeli Kenji Kosaka |

| 18 décembre 2014 | Biélorussie | 5-1 (3-0, 1-0, 1-1) | Norvège | Pala Odegar 350 spectateurs |

| Feuille de match | Feuille de match | Feuille de match                   | Feuille de match                            | Feuille de match                                 |
| ---------------- | --- | ---------------------------------- | ------------------------------------------- | ------------------------------------------------ |
|                  | Fadeyev (Valkov) — 13 min 10 s Ambrozheichik (Buinitski) — 15 min 43 s (SN) Buinitski (Ambrozheichik) — 18 min 43 s Miskinov (Buyak, Valkov) — 30 min 32 s Buinitski (Kudin) — 42 min 34 s | 1–0 2–0 3–0 4–0 5–0 5–1            | Overgaard (Klavestad, Medhus) — 54 min 17 s | Arbitrage : Robin Sir James Kavanagh Simone Lega |
| Maxim Gorodetski | Gardiens | Fredrik Gronstrand Theodor Hestnes |                                             | Arbitrage : Robin Sir James Kavanagh Simone Lega |
| 4 min            | Pénalités | 29 min                             |                                             | Arbitrage : Robin Sir James Kavanagh Simone Lega |
| 25               | Tirs | 22                                 |                                             | Arbitrage : Robin Sir James Kavanagh Simone Lega |

| 18 décembre 2014 | Lettonie | 2-4 (1-1, 0-2, 1-1) | Italie | Pala Odegar 600 spectateurs |

| Feuille de match | Feuille de match                                                               | Feuille de match        | Feuille de match | Feuille de match                                              |
| ---------------- | ------------------------------------------------------------------------------ | ----------------------- | --- | ------------------------------------------------------------- |
|                  | Locans (Cukste) — 3 min 20 s Dzierkals (Maslovskis, Rubins) — 47 min 35 s (SN) | 1–0 1–1 1–2 1–3 2–3 2–4 | Magnabosco (Pace) — 9 min 51 s Ramoser (Lambacher) — 22 min 48 s (SN) Lacedelli (G. Morini, P. Morini) — 37 min 31 s Magnabosco (Barnabo) — 56 min 7 s | Arbitrage : Jari-pekka Pajula Markus Hagerstrom Henrik Haurum |
| Mareks Mitens    | Gardiens                                                                       | Simone Armand Pilon     | | Arbitrage : Jari-pekka Pajula Markus Hagerstrom Henrik Haurum |
| 35 min           | Pénalités                                                                      | 14 min                  | | Arbitrage : Jari-pekka Pajula Markus Hagerstrom Henrik Haurum |
| 19               | Tirs                                                                           | 15                      | | Arbitrage : Jari-pekka Pajula Markus Hagerstrom Henrik Haurum |

| 20 décembre 2014 | Norvège | 1-0 (TB) (0-0, 0-0, 0-0, 0-0, 1-0) | Lettonie | Pala Odegar 350 spectateurs |

| Feuille de match | Feuille de match    | Feuille de match  | Feuille de match | Feuille de match                                         |
| ---------------- | ------------------- | ----------------- | ---------------- | -------------------------------------------------------- |
|                  | Olsen — 65 min (TB) | 1-0               | -                | Arbitrage : Marcus Brill Markus Hagerstrom Mariusz Smura |
| Theodor Hestnes  | Gardiens            | Matiss Kivlenieks |                  | Arbitrage : Marcus Brill Markus Hagerstrom Mariusz Smura |
| 8 min            | Pénalités           | 6 min             |                  | Arbitrage : Marcus Brill Markus Hagerstrom Mariusz Smura |
| 25               | Tirs                | 21                |                  | Arbitrage : Marcus Brill Markus Hagerstrom Mariusz Smura |

| 20 décembre 2014 | Biélorussie | 5-4 (pr) (1-3, 1-0, 2-1, 1-0) | Autriche | Pala Odegar 450 spectateurs |

| Feuille de match                      | Feuille de match | Feuille de match                    | Feuille de match | Feuille de match                                             |
| ------------------------------------- | --- | ----------------------------------- | --- | ------------------------------------------------------------ |
|                                       | Ambrozheichik (Buinitski, Ustinenko) — 7 min 23 s (SN) Buinitski (Ambrozheichik, Stankevich) — 32 min 38 s Buinitski (Ambrozheichik, Ustinenko) — 49 min 56 s (SN) Shantyka (Buinitski) — 56 min 12 s Buinitski (Volkov) — 62 min 13 s | 1–0 1–1 1–2 1–3 2–3 3–3 3–4 4–4 5–4 | Reisinger (Wukovits) — 10 min 29 s Haudum (Vallant) — 12 min 13 s Gaffal (Reisinger, Winkler) — 13 min 46 s Haudum — 52 min 30 s | Arbitrage : Jari-pekka Pajula Christian Cristeli Simone Lega |
| Konstantin Kozlovski Maxim Gorodetski | Gardiens | Thomas Stroj                        | | Arbitrage : Jari-pekka Pajula Christian Cristeli Simone Lega |
| 10 min                                | Pénalités | 12 min                              | | Arbitrage : Jari-pekka Pajula Christian Cristeli Simone Lega |
| 27                                    | Tirs | 14                                  | | Arbitrage : Jari-pekka Pajula Christian Cristeli Simone Lega |

| 20 décembre 2014 | Slovénie | 9-5 (6-2, 1-2, 2-1) | Italie | Pala Odegar 1 100 spectateurs |

| Feuille de match | Feuille de match | Feuille de match                                        | Feuille de match | Feuille de match                                  |
| ---------------- | --- | ------------------------------------------------------- | --- | ------------------------------------------------- |
|                  | Maver (Glavic) — 1 min 40 s Cepon — 6 min 31 s (SN) Jezovsek (Logar, Simsic) — 7 min 14 s (SN) Unuk (Hadzic) — 7 min 56 s Simsic — 11 min 42 s Glavic (Jeklic) — 11 min 52 s Jezovsek — 27 min 42 s (IN) Jezovsek (Ogranjensek, Simsic) — 45 min 34 s (SN) Kalan (Hadzic, Unuk) — 46 min 35 s | 1–0 1–1 2–1 3–1 4–1 5–1 6–1 6–2 6–3 7–3 7–4 8–4 8–5 9–5 | Lambacher (Ramoser) — 3 min 10 s Lacedelli (G. Morini) — 16 min 36 s (SN) G. Morini (Lacedelli) — 23 min 40 s Lanziner (Beber) — 28 min 4 s (SN) Lacedelli (G. Morini) — 46 min 20 s | Arbitrage : Robin Sir James Kavanagh Kenji Kosaka |
| Tomaz Trelc      | Gardiens | Simone Armand Pilon Daniel Morandell                    | | Arbitrage : Robin Sir James Kavanagh Kenji Kosaka |
| 12 min           | Pénalités | 10 min                                                  | | Arbitrage : Robin Sir James Kavanagh Kenji Kosaka |
| 25               | Tirs | 24                                                      | | Arbitrage : Robin Sir James Kavanagh Kenji Kosaka |

### Classement final
| Clt   | Équipe      | PJ | V | VP | D | DP | BP | BC | Diff | Pts |
| ----- | ----------- | -- | - | -- | - | -- | -- | -- | ---- | --- |
| +001, | Biélorussie | 5  | 4 | 1  | 0 | 0  | 22 | 9  | +13  | 14  |
| +002, | Norvège (R) | 5  | 2 | 2  | 1 | 0  | 16 | 11 | +5   | 10  |
| +003, | Lettonie    | 5  | 2 | 0  | 2 | 1  | 15 | 11 | +4   | 7   |
| +004, | Italie (P)  | 5  | 1 | 1  | 3 | 0  | 16 | 22 | -6   | 5   |
| +005, | Autriche    | 5  | 1 | 0  | 2 | 2  | 21 | 27 | -6   | 5   |
| +006, | Slovénie    | 5  | 1 | 0  | 3 | 1  | 17 | 27 | -10  | 4   |

- Promu en Division élite en 2016
- Relégué en Division IB en 2016

### Meilleurs pointeurs
| Rang | Joueur                    | Pays        | PJ | B | A | Pts | +/− | Pun |
| ---- | ------------------------- | ----------- | -- | - | - | --- | --- | --- |
| 1    | Dsmitryj Ambroscheitschik | Biélorussie | 5  | 4 | 8 | 12  | +3  | 0   |
| 2    | Artur Buinitschky         | Biélorussie | 5  | 8 | 3 | 11  | +2  | 0   |
| 3    | Ludvig Hoff               | Norvège     | 4  | 2 | 6 | 8   | +1  | 31  |
| 4    | Mario Huber               | Autriche    | 5  | 2 | 6 | 8   | +4  | 2   |
| 5    | Marco Richter             | Autriche    | 5  | 4 | 3 | 7   | +4  | 0   |
| 6    | Lukas Haudum              | Autriche    | 5  | 3 | 4 | 7   | +2  | 12  |
| 7    | Giovanni Morini           | Italie      | 5  | 2 | 5 | 7   | +1  | 2   |
| 8    | Markus Søberg             | Norvège     | 4  | 3 | 3 | 6   | +2  | 2   |
| 9    | Maximilian Reisinger      | Autriche    | 5  | 3 | 3 | 6   | +1  | 8   |
| 10   | Riccardo Lacedelli        | Italie      | 5  | 4 | 1 | 5   | +3  | 0   |

### Meilleurs gardiens de but
Seuls sont classés les gardiens ayant joué au minimum 40 % du temps de jeu de leur équipe.
| Rang | Joueur              | Pays        | Min          | BC | Moy  | %Arr  | Bl |
| ---- | ------------------- | ----------- | ------------ | -- | ---- | ----- | -- |
| 1    | Theodor Hestnes     | Norvège     | 159 min 28 s | 2  | 0,75 | 96,49 | 1  |
| 2    | Maxim Haradsetschki | Biélorussie | 140 min 0 s  | 3  | 1,29 | 93,62 | 0  |
| 3    | Matīss Kivlenieks   | Lettonie    | 240 min 33 s | 7  | 1,75 | 92,78 | 0  |
| 4    | Daniel Morandell    | Italie      | 234 min 52 s | 16 | 4,09 | 87,88 | 0  |
| 5    | Stefan Müller       | Autriche    | 142 min 48 s | 13 | 5,46 | 86,46 | 0  |

## Division IB
Le tournoi de la Division IB a lieu à Dunaújváros en Hongrie du 14 au 20 décembre 2014.
| \| Localisation de la ville de Dunaújváros en Hongrie. \| Localisation de la ville de Dunaújváros en Hongrie. |
| Localisation de la ville de Dunaújváros en Hongrie.                                                           |

### Résultats
| 14 décembre 2014 | Japon | 3-2 (TB) (0-1, 1-0, 1-1, 0-0, 1-0) | France | Dunaújváros Jégcsarnok 50 spectateurs |

| Feuille de match | Feuille de match                                                             | Feuille de match    | Feuille de match                                                 | Feuille de match                                    |
| ---------------- | ---------------------------------------------------------------------------- | ------------------- | ---------------------------------------------------------------- | --------------------------------------------------- |
|                  | Hirano (Sato, Miura) — 38 min 49 s Hirano — 47 min 31 s Hirano — 65 min (TB) | 0–1 1–1 2–1 2–2 3-2 | Kazarine (Bourgeois) — 7 min 39 s Douay (Kazarine) — 58 min 37 s | Arbitrage : Rasmus Toppel Marton Nemeth Daniel Soos |
| Shun Furukawa    | Gardiens                                                                     | Victor Goy          |                                                                  | Arbitrage : Rasmus Toppel Marton Nemeth Daniel Soos |
| 12 min           | Pénalités                                                                    | 8 min               |                                                                  | Arbitrage : Rasmus Toppel Marton Nemeth Daniel Soos |
| 32               | Tirs                                                                         | 38                  |                                                                  | Arbitrage : Rasmus Toppel Marton Nemeth Daniel Soos |

| 14 décembre 2014 | Hongrie | 1-0 (TB) (0-0, 0-0, 0-0, 0-0, 1-0) | Pologne | Dunaújváros Jégcsarnok 850 spectateurs |

| Feuille de match | Feuille de match     | Feuille de match | Feuille de match | Feuille de match                                      |
| ---------------- | -------------------- | ---------------- | ---------------- | ----------------------------------------------------- |
|                  | Vincze — 65 min (TB) | 1-0              | -                | Arbitrage : Jonathan Alarie Pavel Badyl Raivis Jucers |
| Gergely Arany    | Gardiens             | Michael Luba     |                  | Arbitrage : Jonathan Alarie Pavel Badyl Raivis Jucers |
| 12 min           | Pénalités            | 12 min           |                  | Arbitrage : Jonathan Alarie Pavel Badyl Raivis Jucers |
| 57               | Tirs                 | 18               |                  | Arbitrage : Jonathan Alarie Pavel Badyl Raivis Jucers |

| 14 décembre 2014 | Ukraine | 1-5 (0-0, 1-4, 0-1) | Kazakhstan | Dunaújváros Jégcsarnok 50 spectateurs |

| Feuille de match    | Feuille de match                        | Feuille de match        | Feuille de match | Feuille de match                                          |
| ------------------- | --------------------------------------- | ----------------------- | --- | --------------------------------------------------------- |
|                     | Lyalka (Andreikiv) — 24 min 17 s (2 SN) | 1–0 1–1 1–2 1–3 1–4 1–5 | Korolinski (Zinchenko) — 28 min 23 s Savitski (Stepanenko, Ibraibekov) — 31 min 25 s (SN) Presnov (Gorozhaninov, Korolinski) — 37 min 44 s Savitski (Mikhailis) — 38 min 42 s Presnov (Zinchenko) — 49 min 54 s | Arbitrage : Ken Mollard Martin Smeibidlo Alexander Sysuev |
| Eduard Zakharchenko | Gardiens                                | Yuri Volosenko          | | Arbitrage : Ken Mollard Martin Smeibidlo Alexander Sysuev |
| 10 min              | Pénalités                               | 6 min                   | | Arbitrage : Ken Mollard Martin Smeibidlo Alexander Sysuev |
| 15                  | Tirs                                    | 45                      | | Arbitrage : Ken Mollard Martin Smeibidlo Alexander Sysuev |

| 15 décembre 2014 | Pologne | 1-2 (1-0, 0-1, 0-1) | Ukraine | Dunaújváros Jégcsarnok 50 spectateurs |

| Feuille de match | Feuille de match                           | Feuille de match    | Feuille de match                                                                     | Feuille de match                                      |
| ---------------- | ------------------------------------------ | ------------------- | ------------------------------------------------------------------------------------ | ----------------------------------------------------- |
|                  | Malicki (Skrodziuk, Wasinski) — 7 min 15 s | 1–0 1–1 1–2         | Grygoryev (Vorona) — 22 min 49 s (SN) Merezhko (Hrytsenko, Vorona) — 41 min 8 s (SN) | Arbitrage : Igor Tsernyshov Marton Nemeth Daniel Soos |
| Michael Luba     | Gardiens                                   | Eduard Zakharchenko |                                                                                      | Arbitrage : Igor Tsernyshov Marton Nemeth Daniel Soos |
| 18 min           | Pénalités                                  | 12 min              |                                                                                      | Arbitrage : Igor Tsernyshov Marton Nemeth Daniel Soos |
| 43               | Tirs                                       | 39                  |                                                                                      | Arbitrage : Igor Tsernyshov Marton Nemeth Daniel Soos |

| 15 décembre 2014 | France | 4-3 (0-1, 2-2, 2-0) | Hongrie | Dunaújváros Jégcsarnok 700 spectateurs |

| Feuille de match | Feuille de match | Feuille de match            | Feuille de match                                                                                                 | Feuille de match                                          |
| ---------------- | --- | --------------------------- | --- | --------------------------------------------------------- |
|                  | Bouvet (Leclerc, Douay) — 30 min 46 s (SN) Bouvet (Lamboley) — 32 min 45 s Leclerc (Bouvet, Crinon) — 44 min 34 s Faure (Ville) — 55 min 14 s | 0–1 0–2 1–2 2–2 2–3 3–3 4–3 | Erdely (Szabo, Vincze) — 19 min 43 s Vincze (Erdely, Szabo) — 25 min 5 s (SN) Terbocs (Gallo) — 35 min 10 s (SN) | Arbitrage : Ken Mollard Martin Smeibidlo Alexander Sysuev |
| Victor Goy       | Gardiens | Daniel Kornakker            | | Arbitrage : Ken Mollard Martin Smeibidlo Alexander Sysuev |
| 16 min           | Pénalités | 10 min                      | | Arbitrage : Ken Mollard Martin Smeibidlo Alexander Sysuev |
| 32               | Tirs | 39                          | | Arbitrage : Ken Mollard Martin Smeibidlo Alexander Sysuev |

| 15 décembre 2014 | Kazakhstan | 6-3 (1-0, 3-2, 2-1) | Japon | Dunaújváros Jégcsarnok 100 spectateurs |

| Feuille de match | Feuille de match | Feuille de match                    | Feuille de match                                                                                 | Feuille de match                                     |
| ---------------- | --- | ----------------------------------- | ------------------------------------------------------------------------------------------------ | ---------------------------------------------------- |
|                  | Korolinski (Grents, Zinchenko) — 13 min 36 s (SN) Shestakov (Ibraibekov, Mikhailis) — 20 min 23 s (IN) Grents (Korolinski, Zinchenko) — 23 min 40 s Shestakov (Mikhailis, Savitski) — 28 min 25 s (SN) Shestakov (Savitski, Mikhailis) — 44 min 15 s Mikhailis (Shestakov) — 48 min 28 s (IN) | 1–0 2–0 3–0 3–1 4–1 4–2 5–2 6–2 6–3 | Hirano (Hikosaks, Namioka) — 25 min 13 s Osaka — 36 min 54 s Katsuragawa (Koizumi) — 53 min 50 s | Arbitrage : Jonathan Alarie Remi Aasum Raivis Jucers |
| Yuri Volosenko   | Gardiens | Shun Furukawa Atsushi Takase        |                                                                                                  | Arbitrage : Jonathan Alarie Remi Aasum Raivis Jucers |
| 12 min           | Pénalités | 10 min                              |                                                                                                  | Arbitrage : Jonathan Alarie Remi Aasum Raivis Jucers |
| 35               | Tirs | 26                                  |                                                                                                  | Arbitrage : Jonathan Alarie Remi Aasum Raivis Jucers |

| 17 décembre 2014 | Kazakhstan | 3-1 (1-0, 1-1, 1-0) | France | Dunaújváros Jégcsarnok 50 spectateurs |

| Feuille de match | Feuille de match                                                                                      | Feuille de match | Feuille de match      | Feuille de match                                    |
| ---------------- | --- | ---------------- | --------------------- | --------------------------------------------------- |
|                  | Shestakov (Savitski) — 18 min 57 s Asetov (Kinstler) — 39 min 34 s Savitski (Shestakov) — 39 min 34 s | 1–0 1–1 2–1 3–1  | Leclerc — 33 min 29 s | Arbitrage : Ken Mollard Remi Aasum Alexander Sysuev |
| Yuri Volosenko   | Gardiens                                                                                              | Rafael Garnier   |                       | Arbitrage : Ken Mollard Remi Aasum Alexander Sysuev |
| 4 min            | Pénalités                                                                                             | 6 min            |                       | Arbitrage : Ken Mollard Remi Aasum Alexander Sysuev |
| 42               | Tirs                                                                                                  | 39               |                       | Arbitrage : Ken Mollard Remi Aasum Alexander Sysuev |

| 17 décembre 2014 | Hongrie | 3-4 (TB) (2-1, 1-1, 0-1, 0-0, 0-1) | Ukraine | Dunaújváros Jégcsarnok 500 spectateurs |

| Feuille de match | Feuille de match | Feuille de match            | Feuille de match | Feuille de match                                      |
| ---------------- | --- | --------------------------- | --- | ----------------------------------------------------- |
|                  | Vincze (Erdely) — 5 min 41 s (2 SN) Erdely (Vincze, Reisz) — 9 min 47 s (SN) Vincze (Kocsis, Szaller) — 39 min 31 s | 1–0 2–0 2–1 2–2 3–2 3–3 3-4 | Kuzmyk (Naida, Andrikiv) — 19 min 4 s (SN) Tymchenko (Boikov) — 36 min 39 s Tymchenko (Kuzmyk, Varyvoda) — 55 min 29 s (SN) Luhovy — 65 min (TB) | Arbitrage : Igor Tsernyshov Pavel Badyl Raivis Jucers |
| Gergely Arany    | Gardiens | Eduard Zakharchenko         | | Arbitrage : Igor Tsernyshov Pavel Badyl Raivis Jucers |
| 18 min           | Pénalités | 16 min                      | | Arbitrage : Igor Tsernyshov Pavel Badyl Raivis Jucers |
| 55               | Tirs | 28                          | | Arbitrage : Igor Tsernyshov Pavel Badyl Raivis Jucers |

| 17 décembre 2014 | Pologne | 5-3 (0-0, 0-1, 5-2) | Japon | Dunaújváros Jégcsarnok 50 spectateurs |

| Feuille de match | Feuille de match | Feuille de match                | Feuille de match                                                                                         | Feuille de match                                         |
| ---------------- | --- | ------------------------------- | --- | -------------------------------------------------------- |
|                  | Fraszko (Wronka, Sawicki) — 40 min 42 s Fraszko (Wronka, Sawicki) — 43 min 17 s Kisielewski — 50 min 14 s Sawicki (Gazda, Fraszko) — 51 min 2 s Fraszko — 59 min 12 s (CV) | 0–1 1–1 2–1 2–2 2–3 3–3 4–3 5–3 | Hirano (Sakamoto) — 30 min 53 s Hirano (Sakamoto) — 44 min 48 s Hikosaka (Sakamoto, Hirano) — 49 min 7 s | Arbitrage : Rasmus Toppel Marton Nemeth Martin Smeibidlo |
| Michael Luba     | Gardiens | Shun Furukawa                   | | Arbitrage : Rasmus Toppel Marton Nemeth Martin Smeibidlo |
| 2 min            | Pénalités | 10 min                          | | Arbitrage : Rasmus Toppel Marton Nemeth Martin Smeibidlo |
| 41               | Tirs | 45                              | | Arbitrage : Rasmus Toppel Marton Nemeth Martin Smeibidlo |

| 18 décembre 2014 | Ukraine | 3-1 (0-0, 2-1, 1-0) | Japon | Dunaújváros Jégcsarnok 50 spectateurs |

| Feuille de match    | Feuille de match | Feuille de match | Feuille de match                            | Feuille de match                                         |
| ------------------- | --- | ---------------- | ------------------------------------------- | -------------------------------------------------------- |
|                     | Kuzmyk (Boikov, Merezhko) — 30 min 22 s Lyalka (Merezhko, Kuzmyk) — 35 min 49 s Tymchenko (Kuzmyk, Lyalka) — 50 min 39 s | 1–0 1–1 2–1 3–1  | Nakayashiki (Matsumoto, Unui) — 31 min 51 s | Arbitrage : Jonathan Alarie Daniel Soos Alexander Sysuev |
| Eduard Zakharchenko | Gardiens | Shun Furukawa    |                                             | Arbitrage : Jonathan Alarie Daniel Soos Alexander Sysuev |
| 10 min              | Pénalités | 8 min            |                                             | Arbitrage : Jonathan Alarie Daniel Soos Alexander Sysuev |
| 21                  | Tirs | 33               |                                             | Arbitrage : Jonathan Alarie Daniel Soos Alexander Sysuev |

| 18 décembre 2014 | Kazakhstan | 3-1 (1-0, 0-1, 2-0) | Hongrie | Dunaújváros Jégcsarnok 500 spectateurs |

| Feuille de match | Feuille de match | Feuille de match | Feuille de match                     | Feuille de match                                      |
| ---------------- | --- | ---------------- | ------------------------------------ | ----------------------------------------------------- |
|                  | Mikhailis (Ibraibekov, Stepanenko) — 19 min 51 s (SN) Savitski (Ibraibekov) — 47 min 34 s (SN) Shestakov (Mikhailis) — 59 min 43 s | 1–0 1–1 2–1 3–1  | Szabo (Gallo, Terbocs) — 22 min 47 s | Arbitrage : Rasmus Toppel Remi Aasum Martin Smeibidlo |
| Yuri Volosenko   | Gardiens | Daniel Kornakker |                                      | Arbitrage : Rasmus Toppel Remi Aasum Martin Smeibidlo |
| 14 min           | Pénalités | 20 min           |                                      | Arbitrage : Rasmus Toppel Remi Aasum Martin Smeibidlo |
| 37               | Tirs | 32               |                                      | Arbitrage : Rasmus Toppel Remi Aasum Martin Smeibidlo |

| 18 décembre 2014 | France | 3-4 (1-1, 0-1, 2-2) | Pologne | Dunaújváros Jégcsarnok 80 spectateurs |

| Feuille de match | Feuille de match | Feuille de match            | Feuille de match | Feuille de match                                      |
| ---------------- | --- | --------------------------- | --- | ----------------------------------------------------- |
|                  | Ville (Kazarine, Bourgeois) — 9 min 12 s Lamboley (Leclerc, Crinon) — 41 min 3 s (SN) Leclerc (Ville) — 59 min 55 s | 1–0 1–1 1–2 2–2 2–3 2–4 3–4 | Wronka (Jaskiewicz, Gazda) — 17 min 2 s Goscinski (Skrodziuk) — 35 min 15 s Fraszko (Wronka) — 53 min 29 s (SN) Sawicki (Gazda, Wronka) — 54 min 30 s (SN) | Arbitrage : Igor Tsernyshov Pavel Badyl Marton Nemeth |
| Victor Goy       | Gardiens | Michael Luba                | | Arbitrage : Igor Tsernyshov Pavel Badyl Marton Nemeth |
| 10 min           | Pénalités | 4 min                       | | Arbitrage : Igor Tsernyshov Pavel Badyl Marton Nemeth |
| 30               | Tirs | 33                          | | Arbitrage : Igor Tsernyshov Pavel Badyl Marton Nemeth |

| 20 décembre 2014 | Pologne | 3-6 (1-2, 2-2, 0-2) | Kazakhstan | Dunaújváros Jégcsarnok 50 spectateurs |

| Feuille de match | Feuille de match | Feuille de match                    | Feuille de match | Feuille de match                                  |
| ---------------- | --- | ----------------------------------- | --- | ------------------------------------------------- |
|                  | Kisielewski (Wasinski) — 1 min 45 s Wronka (Sawicki, Fraszko) — 27 min 39 s Sawicki (Wronka, Jaskiewicz) — 33 min 33 s (SN) | 1–0 1–1 1–2 2–2 2–3 3–3 3–4 3–5 3–6 | Mikhailis (Shestakov) — 3 min 2 s Shestakov (Mikhailis, Asetov) — 5 min 18 s (SN) Mikhailis (Alexandrov, Asetov) — 32 min 28 s Stepanenko — 36 min 21 s (IN) Grents (Presnov, Korolinski) — 45 min 36 s Mikhailis (Ibraibekov) — 56 min 37 s | Arbitrage : Rasmus Toppel Pavel Badyl Daniel Soos |
| Michael Luba     | Gardiens | Valeri Sevidov                      | | Arbitrage : Rasmus Toppel Pavel Badyl Daniel Soos |
| 6 min            | Pénalités | 8 min                               | | Arbitrage : Rasmus Toppel Pavel Badyl Daniel Soos |
| 30               | Tirs | 53                                  | | Arbitrage : Rasmus Toppel Pavel Badyl Daniel Soos |

| 20 décembre 2014 | Japon | 5-1 (1-0, 1-1, 3-0) | Hongrie | Dunaújváros Jégcsarnok 1 000 spectateurs |

| Feuille de match | Feuille de match | Feuille de match        | Feuille de match                      | Feuille de match                                           |
| ---------------- | --- | ----------------------- | ------------------------------------- | ---------------------------------------------------------- |
|                  | Arai (Ohba, Inui) — 1 min 56 s Katsuragawa — 21 min 24 s Inui — 41 min 47 s Osaka (Halliday) — 53 min 54 s Katsuragawa (Hirano, Koizumi) — 57 min 15 s | 1–0 2–0 2–1 3–1 4–1 5–1 | Gallo (Keresztury) — 26 min 26 s (SN) | Arbitrage : Jonathan Alarie Raivis Jucers Alexander Sysuev |
| Shun Furukawa    | Gardiens | Gergely Arany           |                                       | Arbitrage : Jonathan Alarie Raivis Jucers Alexander Sysuev |
| 8 min            | Pénalités | 10 min                  |                                       | Arbitrage : Jonathan Alarie Raivis Jucers Alexander Sysuev |
| 33               | Tirs | 29                      |                                       | Arbitrage : Jonathan Alarie Raivis Jucers Alexander Sysuev |

| 20 décembre 2014 | France | 1-0 (0-0, 0-0, 1-0) | Ukraine | Dunaújváros Jégcsarnok 120 spectateurs |

| Feuille de match | Feuille de match                         | Feuille de match    | Feuille de match | Feuille de match                                     |
| ---------------- | ---------------------------------------- | ------------------- | ---------------- | ---------------------------------------------------- |
|                  | Leclerc (Lamboley, Bouvet) — 41 min 15 s | 1-0                 |                  | Arbitrage : Igor Tsernyshov Remi Aasum Marton Nemeth |
| Victor Goy       | Gardiens                                 | Eduard Zakharchenko |                  | Arbitrage : Igor Tsernyshov Remi Aasum Marton Nemeth |
| 4 min            | Pénalités                                | 6 min               |                  | Arbitrage : Igor Tsernyshov Remi Aasum Marton Nemeth |
| 33               | Tirs                                     | 30                  |                  | Arbitrage : Igor Tsernyshov Remi Aasum Marton Nemeth |

### Classement final
| Clt   | Équipe      | PJ | V | VP | D | DP | BP | BC | Diff | Pts |
| ----- | ----------- | -- | - | -- | - | -- | -- | -- | ---- | --- |
| +001, | Kazakhstan  | 5  | 5 | 0  | 0 | 0  | 23 | 9  | +14  | 15  |
| +002, | Ukraine     | 5  | 2 | 1  | 2 | 0  | 10 | 11 | -1   | 8   |
| +003, | Pologne (R) | 5  | 2 | 0  | 2 | 1  | 13 | 15 | -2   | 7   |
| +004, | France      | 5  | 2 | 0  | 2 | 1  | 11 | 13 | -2   | 7   |
| +005, | Japon       | 5  | 1 | 1  | 3 | 0  | 15 | 17 | -2   | 5   |
| +006, | Hongrie (P) | 5  | 0 | 1  | 3 | 1  | 9  | 16 | -7   | 3   |

- Accession à la division I A
- Relégation en division II A

### Meilleurs pointeurs
| Rang | Joueur             | Pays       | PJ | B | A | Pts | +/− | Pun |
| ---- | ------------------ | ---------- | -- | - | - | --- | --- | --- |
| 1    | Nikita Michailis   | Kazakhstan | 5  | 5 | 6 | 11  | +9  | 0   |
| 2    | Arkadi Schestakow  | Kazakhstan | 5  | 6 | 3 | 9   | +9  | 4   |
| 3    | Yushiroh Hirano    | Japon      | 5  | 6 | 2 | 8   | +5  | 4   |
| 4    | Kirill Sawizki     | Kazakhstan | 4  | 4 | 3 | 7   | +5  | 2   |
| 5    | Patryk Wronka      | Pologne    | 5  | 2 | 5 | 7   | +3  | 2   |
| 6    | Bartosz Fraszko    | Pologne    | 5  | 4 | 2 | 6   | +4  | 0   |
| 7    | Guillaume Leclerc  | France     | 5  | 4 | 2 | 6   | +2  | 2   |
| 8    | Peter Vincze       | Hongrie    | 5  | 4 | 2 | 6   | +1  | 4   |
| 9    | Radoslaw Sawicki   | Pologne    | 5  | 3 | 3 | 6   | +3  | 2   |
| 10   | Jewgeni Korolinski | Kazakhstan | 5  | 2 | 3 | 5   | +5  | 2   |

### Meilleurs gardiens de but
Seuls sont classés les gardiens ayant joué au minimum 40 % du temps de jeu de leur équipe.
| Rang | Joueur                | Pays       | Min          | BC | Moy  | %Arr  | Bl |
| ---- | --------------------- | ---------- | ------------ | -- | ---- | ----- | -- |
| 1    | Eduard Sachartschenko | Ukraine    | 304 min 12 s | 11 | 2,17 | 94,74 | 0  |
| 2    | Juri Wolosenko        | Kazakhstan | 240 min 0 s  | 6  | 1,50 | 94,64 | 0  |
| 3    | Michael Luba          | Pologne    | 304 min 25 s | 15 | 2,96 | 93,30 | 0  |
| 4    | Victor Goy            | France     | 243 min 1 s  | 10 | 2,47 | 92,54 | 1  |
| 5    | Shun Furukawa         | Japon      | 269 min 29 s | 13 | 2,89 | 91,10 | 0  |

## Division IIA
Le tournoi de la Division IIA a lieu à Tallin en Estonie du 7 au 13 décembre 2014.
| \| Localisation de la ville de Tallin en Estonie. \| Localisation de la ville de Tallin en Estonie. |
| Localisation de la ville de Tallin en Estonie.                                                      |

### Résultats
| 7 décembre 2014 | Pays-Bas | 2-4 (0-0, 0-1, 2-3) | Grande-Bretagne | Tondirada Icehall 97 spectateurs |

| Feuille de match | Feuille de match                                                                  | Feuille de match        | Feuille de match | Feuille de match                                              |
| ---------------- | --------------------------------------------------------------------------------- | ----------------------- | --- | ------------------------------------------------------------- |
|                  | Vogelaar (van der Schuit, van Gorp) — 47 min 14 s van Nes (Hermens) — 49 min 15 s | 0–1 0–2 1–2 2–2 2–3 2–4 | Antonov (Forbes, Moore) — 20 min 27 s (IN) Betteridge (Stratford) — 43 min 43 s Cownie — 52 min 51 s Chamberlain (Cownie, Hook) — 54 min 1 s | Arbitrage : Vladimir Nalivaiko Tomislav Grozaj Emil Yletyinen |
| Jefrey Vermeulen | Gardiens                                                                          | Adam Goss               | | Arbitrage : Vladimir Nalivaiko Tomislav Grozaj Emil Yletyinen |
| 6 min            | Pénalités                                                                         | 12 min                  | | Arbitrage : Vladimir Nalivaiko Tomislav Grozaj Emil Yletyinen |
| 42               | Tirs                                                                              | 35                      | | Arbitrage : Vladimir Nalivaiko Tomislav Grozaj Emil Yletyinen |

| 7 décembre 2014 | Lituanie | 6-5 (TB) (1-1, 2-2, 2-2, 0-0, 1-0) | Roumanie | Tondirada Icehall 312 spectateurs |

| Feuille de match | Feuille de match | Feuille de match                            | Feuille de match | Feuille de match                                             |
| ---------------- | --- | ------------------------------------------- | --- | ------------------------------------------------------------ |
|                  | Nomanovas (Cypas, Cetvertak) — 4 min 7 s Cetvertak (Protcenko, Nomanovas) — 30 min 51 s (SN) Cypas — 37 min 18 s Nomanovas — 47 min 41 s (TP) Cizas (Nomanovas, Gintautas) — 59 min 38 s (SN) Gintautas — 65 min (TB) | 1–0 1–1 1–2 1–3 2–3 3–3 3–4 4–4 4–5 5–5 6-5 | Sillo (Egyed, Gecse) — 8 min 53 s (IN) Constantin (Spiridon) — 21 min 41 s Sillo (Gereb, Egyed) — 24 min 36 s Albert (Gecse, Csergo) — 44 min 29 s Hildebrand (Csergo) — 58 min 31 s (2 SN) | Arbitrage : Manuel Nikolic Attila Nagy Jacques Riisom-Birker |
| Simas Baltrunas  | Gardiens | Attila Adorjan                              | | Arbitrage : Manuel Nikolic Attila Nagy Jacques Riisom-Birker |
| 22 min           | Pénalités | 16 min                                      | | Arbitrage : Manuel Nikolic Attila Nagy Jacques Riisom-Birker |
| 56               | Tirs | 28                                          | | Arbitrage : Manuel Nikolic Attila Nagy Jacques Riisom-Birker |

| 7 décembre 2014 | Corée du Sud | 4-3 (TB) (2-0, 1-1, 0-2, 0-0, 1-0) | Estonie | Tondirada Icehall 543 spectateurs |

| Feuille de match | Feuille de match | Feuille de match            | Feuille de match                                                                            | Feuille de match                                           |
| ---------------- | --- | --------------------------- | ------------------------------------------------------------------------------------------- | ---------------------------------------------------------- |
|                  | Hwang Doo-hyun (Lee Seung-ho) — 3 min 52 s Seo Yeongjun (Lee Chonghyun, Kim Dohyung) — 11 min 14 s (SN) Kim Sangwon (Lee Seung-ho) — 34 min Seo Kyoung-jun — 65 min (TB) | 1–0 2–0 2–1 3–1 3–2 3–3 4-3 | Fursa — 20 min 20 s (IN) Smirnov — 50 min 20 s Vasjonkin (Kozorev, Kato) — 52 min 37 s (SN) | Arbitrage : Tim Tzirtziganis Ivan Nedeljkovic Roman Vyleta |
| Kim Kweonyoung   | Gardiens | Daniil Seppenen             |                                                                                             | Arbitrage : Tim Tzirtziganis Ivan Nedeljkovic Roman Vyleta |
| 31 min           | Pénalités | 16 min                      |                                                                                             | Arbitrage : Tim Tzirtziganis Ivan Nedeljkovic Roman Vyleta |
| 51               | Tirs | 22                          |                                                                                             | Arbitrage : Tim Tzirtziganis Ivan Nedeljkovic Roman Vyleta |

| 8 décembre 2014 | Grande-Bretagne | 5-4 (0-2, 1-0, 4-2) | Lituanie | Tondirada Icehall 133 spectateurs |

| Feuille de match | Feuille de match | Feuille de match                    | Feuille de match | Feuille de match                                           |
| ---------------- | --- | ----------------------------------- | --- | ---------------------------------------------------------- |
|                  | Wynn — 24 min 41 s (2 IN) Antonov — 50 min 13 s Duggan (Robson) — 50 min 31 s Cownie (Hook, Rutkis) — 53 min 33 s Chamberlain — 59 min 19 s (CV) | 0–1 0–2 1–2 2–2 3–2 3–3 4–3 5–3 5–4 | Truksnys (Kuzminov) — 5 min 48 s Laukaitis (Gintautas, Jasinevicius) — 10 min 40 s Cetvertak (Cypas) — 52 min 52 s Gintautas (Krakauskas) — 59 min 40 s | Arbitrage : Gints Zviedritis Tomislav Grozaj Mihail Stupak |
| Adam Goss        | Gardiens | Simas Baltrunas                     | | Arbitrage : Gints Zviedritis Tomislav Grozaj Mihail Stupak |
| 12 min           | Pénalités | 8 min                               | | Arbitrage : Gints Zviedritis Tomislav Grozaj Mihail Stupak |
| 40               | Tirs | 25                                  | | Arbitrage : Gints Zviedritis Tomislav Grozaj Mihail Stupak |

| 8 décembre 2014 | Pays-Bas | 2-3 (2-0, 0-1, 0-2) | Corée du Sud | Tondirada Icehall 323 spectateurs |

| Feuille de match | Feuille de match                                                               | Feuille de match    | Feuille de match | Feuille de match                                         |
| ---------------- | ------------------------------------------------------------------------------ | ------------------- | --- | -------------------------------------------------------- |
|                  | van Gorp (Bison, van Nes) — 1 min 31 s Smit (Vogelaar, Stempher) — 17 min 20 s | 1–0 2–0 2–1 2–2 2–3 | Lee Chonghyun (Seo Yeongjun, Kim Dohyung) — 31 min 32 s (SN) Seo Yeongjun (Lee Chonghyun, Chang Yong-won) — 48 min 37 s Bae Byung-jun (Song Hyeongcheol, Heo Jin-young) — 57 min 35 s () | Arbitrage : Manuel Nikolic Ivan Nedeljkovic Roman Vyleta |
| Mitchel Hamers   | Gardiens                                                                       | Lee Yeonseung       | | Arbitrage : Manuel Nikolic Ivan Nedeljkovic Roman Vyleta |
| 12 min           | Pénalités                                                                      | 6 min               | | Arbitrage : Manuel Nikolic Ivan Nedeljkovic Roman Vyleta |
| 37               | Tirs                                                                           | 30                  | | Arbitrage : Manuel Nikolic Ivan Nedeljkovic Roman Vyleta |

| 8 décembre 2014 | Estonie | 4-2 (0-0, 1-1, 3-1) | Roumanie | Tondirada Icehall 1 215 spectateurs |

| Feuille de match | Feuille de match | Feuille de match        | Feuille de match                                                               | Feuille de match                                                 |
| ---------------- | --- | ----------------------- | ------------------------------------------------------------------------------ | ---------------------------------------------------------------- |
|                  | Antonov — 35 min 21 s Arrak (Petrov, Anohhin) — 50 min 44 s Petrov (Antonov) — 57 min 15 s Samvel — 59 min 56 s (IN + CV) | 1–0 1–1 2–1 3–1 3–2 4–2 | Csergo (Hildebrand, Rokaly) — 38 min 33 s Egyed (Oniciuc, Matyas) — 58 min 7 s | Arbitrage : Vladimir Nalivaiko Attila Nagy Jacques Riisom-Birker |
| Anatoli Sizov    | Gardiens | Attila Adorjan          |                                                                                | Arbitrage : Vladimir Nalivaiko Attila Nagy Jacques Riisom-Birker |
| 33 min           | Pénalités | 12 min                  |                                                                                | Arbitrage : Vladimir Nalivaiko Attila Nagy Jacques Riisom-Birker |
| 54               | Tirs | 30                      |                                                                                | Arbitrage : Vladimir Nalivaiko Attila Nagy Jacques Riisom-Birker |

| 10 décembre 2014 | Lituanie | 5-1 (0-0, 4-1, 1-0) | Corée du Sud | Tondirada Icehall 224 spectateurs |

| Feuille de match | Feuille de match | Feuille de match        | Feuille de match                        | Feuille de match                                               |
| ---------------- | --- | ----------------------- | --------------------------------------- | -------------------------------------------------------------- |
|                  | Cypas (Nomanovas) — 27 min 51 s (SN) Nomanovas — 32 min 40 s (TP) Gorelis (Cetvertak, Nomanovas) — 39 min 30 s Cizas — 39 min 52 s Nomanovas (Protcenko) — 59 min 34 s (CV) | 1–0 1–1 2–1 3–1 4–1 5–1 | Mun Ju-wong (Kim Dohyung) — 29 min 45 s | Arbitrage : Vladimir Nalivaiko Ivan Nedeljkovic Emil Yletyinen |
| Simas Baltrunas  | Gardiens | Lee Yeonseung           |                                         | Arbitrage : Vladimir Nalivaiko Ivan Nedeljkovic Emil Yletyinen |
| 10 min           | Pénalités | 4 min                   |                                         | Arbitrage : Vladimir Nalivaiko Ivan Nedeljkovic Emil Yletyinen |
| 35               | Tirs | 37                      |                                         | Arbitrage : Vladimir Nalivaiko Ivan Nedeljkovic Emil Yletyinen |

| 10 décembre 2014 | Grande-Bretagne | 5-2 (2-1, 1-1, 2-0) | Roumanie | Tondirada Icehall 275 spectateurs |

| Feuille de match | Feuille de match | Feuille de match            | Feuille de match                                                                     | Feuille de match                                      |
| ---------------- | --- | --------------------------- | ------------------------------------------------------------------------------------ | ----------------------------------------------------- |
|                  | Duggan (Hook) — 14 min 40 s () Betteridge (Wynn, Floyd) — 18 min 22 s Hook (Chamberlain, Grieveson) — 27 min 44 s Cownie (Chamberlain, Hook) — 47 min 59 s Cownie (Chamberlain) — 58 min 48 s | 1–0 2–0 2–1 3–1 3–2 4–2 5–2 | Gereb (Constantin) — 18 min 49 s Constantin (Hildebrand, Oniciuc) — 31 min 38 s (SN) | Arbitrage : Tim Tzirtziganis Attila Nagy Roman Vyleta |
| Adam Goss        | Gardiens | Attila Adorjan              |                                                                                      | Arbitrage : Tim Tzirtziganis Attila Nagy Roman Vyleta |
| 8 min            | Pénalités | 6 min                       |                                                                                      | Arbitrage : Tim Tzirtziganis Attila Nagy Roman Vyleta |
| 38               | Tirs | 29                          |                                                                                      | Arbitrage : Tim Tzirtziganis Attila Nagy Roman Vyleta |

| 10 décembre 2014 | Pays-Bas | 7-0 (2-0, 2-0, 3-0) | Estonie | Tondirada Icehall 1 230 spectateurs |

| Feuille de match | Feuille de match | Feuille de match              | Feuille de match | Feuille de match                                           |
| ---------------- | --- | ----------------------------- | ---------------- | ---------------------------------------------------------- |
|                  | de Hondt (van der Schuit, van Gestel) — 4 min 35 s (SN) van der Schuit (Staps, van Gestel) — 17 min 40 s Bison (van Gorp) — 36 min 51 s Hermans (van Nes) — 39 min 2 s Stempher (de Hondt) — 41 min 51 s Smit (Stempher) — 51 min 27 s de Hondt (van der Schuit, van Gestel) — 58 min 39 s | 1–0 2–0 3–0 4–0 5–0 6–0 7–0   |                  | Arbitrage : Gints Zviedritis Tomislav Grozaj Mihail Stupak |
| Mitchel Hamers   | Gardiens | Daniil Seppenen Anatoli Sizov |                  | Arbitrage : Gints Zviedritis Tomislav Grozaj Mihail Stupak |
| 24 min           | Pénalités | 38 min                        |                  | Arbitrage : Gints Zviedritis Tomislav Grozaj Mihail Stupak |
| 32               | Tirs | 16                            |                  | Arbitrage : Gints Zviedritis Tomislav Grozaj Mihail Stupak |

| 12 décembre 2014 | Roumanie | 6-3 (2-1, 1-2, 3-0) | Pays-Bas | Tondirada Icehall 123 spectateurs |

| Feuille de match | Feuille de match | Feuille de match                    | Feuille de match | Feuille de match                                                |
| ---------------- | --- | ----------------------------------- | --- | --------------------------------------------------------------- |
|                  | Sotir (Matyas) — 2 min 19 s Sotir (Constantin) — 6 min 41 s Constantin (Oniciuc, Egyed) — 39 min 42 s (SN) Sillo (Hildebrand) — 46 min 29 s Creanga (Sotir, Oniciuc) — 50 min 8 s Constantin (Creanga) — 59 min 13 s (CV) | 1–0 2–0 2–1 2–2 2–3 3–3 4–3 5–3 6–3 | Staps (van der Schuit, Vogelaar) — 17 min 39 s de Hondt (van der Schuit, Stempher) — 33 min 16 s (SN) Bison (van Nes) — 37 min 53 s | Arbitrage : Tim Tzirtziganis Jacques Riisom-Birker Roman Vyleta |
| Attila Adorjan   | Gardiens | Mitchel Hamers                      | | Arbitrage : Tim Tzirtziganis Jacques Riisom-Birker Roman Vyleta |
| 6 min            | Pénalités | 12 min                              | | Arbitrage : Tim Tzirtziganis Jacques Riisom-Birker Roman Vyleta |
| 35               | Tirs | 48                                  | | Arbitrage : Tim Tzirtziganis Jacques Riisom-Birker Roman Vyleta |

| 12 décembre 2014 | Corée du Sud | 4-5 (TB) (1-0, 1-3, 2-1, 0-0, 0-1) | Grande-Bretagne | Tondirada Icehall 310 spectateurs |

| Feuille de match             | Feuille de match | Feuille de match                    | Feuille de match | Feuille de match                                          |
| ---------------------------- | --- | ----------------------------------- | --- | --------------------------------------------------------- |
|                              | Hwang Doo-hyun (Kim Mincheol) — 3 min 2 s Kim Dohyung (Lee Chonghyun) — 24 min 39 s Hwang Doo-hyun (Kim Dohyung, Seo Kyoung-jun) — 41 min 35 s (SN) Kim Sangwon — 53 min 12 s | 1–0 1–1 2–1 2–2 2–3 3–3 3–4 4–4 4-5 | Chamberlain (Hook, Moore) — 20 min 42 s Hook (Chamberlain, Cownie) — 27 min 41 s Chamberlain (Hook, Cownie) — 35 min 18 s Chamberlain (Cownie, Hook) — 51 min 49 s (SN) Cownie — 65 min (TB) | Arbitrage : Gints Zviedritis Mihail Stupak Emil Yletyinen |
| Kim Kweonyoung Lee Yeonseung | Gardiens | Adam Goss                           | | Arbitrage : Gints Zviedritis Mihail Stupak Emil Yletyinen |
| 6 min                        | Pénalités | 18 min                              | | Arbitrage : Gints Zviedritis Mihail Stupak Emil Yletyinen |
| 26                           | Tirs | 39                                  | | Arbitrage : Gints Zviedritis Mihail Stupak Emil Yletyinen |

| 12 décembre 2014 | Estonie | 4-6 (2-3, 1-2, 1-1) | Lituanie | Tondirada Icehall 1 375 spectateurs |

| Feuille de match              | Feuille de match | Feuille de match                        | Feuille de match | Feuille de match                                        |
| ----------------------------- | --- | --------------------------------------- | --- | ------------------------------------------------------- |
|                               | Vasjonkin (Fursa) — 13 min Smirnov (Fursa, Vasjonkin) — 15 min 40 s (SN) Pusakov (Kozorev, Arrak) — 22 min 46 s Fursa (Petrov, Smirnov) — 45 min 35 s | 0–1 0–2 0–3 1–3 2–3 3–3 3–4 3–5 4–5 4–6 | Gorelis (Cizas, Laukaitis) — 1 min 14 s (SN) Gintautas (Cizas) — 8 min 13 s (IN) Gintautas (Gorelis, Cizas) — 11 min 34 s (SN) Krakauskas — 33 min 50 s Cetvertak (Nomanovas, Boroska) — 39 min 41 s Laukaitis (Gintautas, Jasinevicius) — 59 min 20 s (CV) | Arbitrage : Manuel Nikolic Attila Nagy Ivan Nedeljkovic |
| Anatoli Sizov Daniil Seppenen | Gardiens | Simas Baltrunas                         | | Arbitrage : Manuel Nikolic Attila Nagy Ivan Nedeljkovic |
| 38 min                        | Pénalités | 12 min                                  | | Arbitrage : Manuel Nikolic Attila Nagy Ivan Nedeljkovic |
| 40                            | Tirs | 36                                      | | Arbitrage : Manuel Nikolic Attila Nagy Ivan Nedeljkovic |

| 13 décembre 2014 | Roumanie | 3-6 (1-2, 2-0, 0-4) | Corée du Sud | Tondirada Icehall 94 spectateurs |

| Feuille de match | Feuille de match                                                                            | Feuille de match                    | Feuille de match | Feuille de match                                            |
| ---------------- | ------------------------------------------------------------------------------------------- | ----------------------------------- | --- | ----------------------------------------------------------- |
|                  | Sotir (Constantin) — 7 min 5 s Rokaly — 26 min 30 s Hildebrand (Sillo, Egyed) — 31 min 47 s | 1–0 1–1 1–2 2–2 3–2 3–3 3–4 3–5 3–6 | Kim Sangwon (Lee Seung-ho, Bae Byung-jun) — 14 min Lee Seung-ho (Kim Sangwon, Bae Byung-jun) — 19 min 45 s Lee Seung-ho (Kim Sangwon) — 47 min 2 s (IN) Jung Jonghyun (Hwang Do-hyun) — 58 min 13 s (SN) Lee Chonghyun (Chang Yong-won, Kim Dohyung) — 58 min 46 s (SN) Son Taekwang — 59 min 50 s (CV) | Arbitrage : Vladimir Nalivaiko Tomislav Grozaj Roman Vyleta |
| Attila Adorjan   | Gardiens                                                                                    | Lee Yeonseung                       | | Arbitrage : Vladimir Nalivaiko Tomislav Grozaj Roman Vyleta |
| 41 min           | Pénalités                                                                                   | 25 min                              | | Arbitrage : Vladimir Nalivaiko Tomislav Grozaj Roman Vyleta |
| 34               | Tirs                                                                                        | 37                                  | | Arbitrage : Vladimir Nalivaiko Tomislav Grozaj Roman Vyleta |

| 13 décembre 2014 | Lituanie | 3-4 (pr) (1-1, 0-2, 2-0, 0-1) | Pays-Bas | Tondirada Icehall 273 spectateurs |

| Feuille de match | Feuille de match | Feuille de match            | Feuille de match | Feuille de match                                               |
| ---------------- | --- | --------------------------- | --- | -------------------------------------------------------------- |
|                  | Gintautas (Cizas, Gorelis) — 8 min 24 s Gintautas (Laukaitis, Cizas) — 50 min 50 s Bazys (Krakauskas, Bisturys) — 54 min 22 s | 1–0 1–1 1–2 1–3 2–3 3–3 3–4 | Stempher (van der Schuit, van Gestel) — 15 min 39 s de Hondt — 27 min 56 s (TP) van Nes — 39 min 25 s (IN) van Gorp (van der Schuit, Verkiel) — 63 min 55 s (SN) | Arbitrage : Manuel Nikolic Jacques Birker-Riisom Mihail Stupak |
| Simas Baltrunas  | Gardiens | Jefrey Vermeulen            | | Arbitrage : Manuel Nikolic Jacques Birker-Riisom Mihail Stupak |
| 10 min           | Pénalités | 41 min                      | | Arbitrage : Manuel Nikolic Jacques Birker-Riisom Mihail Stupak |
| 40               | Tirs | 40                          | | Arbitrage : Manuel Nikolic Jacques Birker-Riisom Mihail Stupak |

| 13 décembre 2014 | Grande-Bretagne | 3-1 (1-0, 1-0, 1-1) | Estonie | Tondirada Icehall 550 spectateurs |

| Feuille de match | Feuille de match | Feuille de match | Feuille de match                  | Feuille de match                                             |
| ---------------- | --- | ---------------- | --------------------------------- | ------------------------------------------------------------ |
|                  | Hook (Chamberlain) — 15 min 45 s Hook (Chamberlain, Cownie) — 36 min 20 s (SN) Chamberlain (Antonov, Cownie) — 36 min 20 s (CV) | 1–0 2–0 2–1 3–1  | Vasjonkin (Smirnov) — 44 min 15 s | Arbitrage : Tim Tzirtziganis Ivan Nedeljkovic Emil Yletyinen |
| Jordan Hedley    | Gardiens | Daniil Seppenen  |                                   | Arbitrage : Tim Tzirtziganis Ivan Nedeljkovic Emil Yletyinen |
| 4 min            | Pénalités | 14 min           |                                   | Arbitrage : Tim Tzirtziganis Ivan Nedeljkovic Emil Yletyinen |
| 36               | Tirs | 20               |                                   | Arbitrage : Tim Tzirtziganis Ivan Nedeljkovic Emil Yletyinen |

### Classement final
| Clt   | Équipe              | PJ | V | VP | D | DP | BP | BC | Diff | Pts |
| ----- | ------------------- | -- | - | -- | - | -- | -- | -- | ---- | --- |
| +001, | Grande-Bretagne (R) | 5  | 4 | 1  | 0 | 0  | 22 | 13 | +9   | 14  |
| +002, | Lituanie            | 5  | 2 | 1  | 1 | 1  | 24 | 19 | +5   | 9   |
| +003, | Corée du Sud (P)    | 5  | 2 | 1  | 1 | 1  | 18 | 18 | 0    | 9   |
| +004, | Pays-Bas            | 5  | 1 | 1  | 3 | 0  | 18 | 16 | +2   | 5   |
| +005, | Estonie             | 5  | 1 | 0  | 3 | 1  | 12 | 22 | -10  | 4   |
| +006, | Roumanie            | 5  | 1 | 0  | 3 | 1  | 18 | 24 | -6   | 4   |

- Accession à la division IB
- Relégation en division IIB

### Meilleurs pointeurs
| Rang | Joueur                 | Pays            | PJ | B | A | Pts | +/− | Pun |
| ---- | ---------------------- | --------------- | -- | - | - | --- | --- | --- |
| 1    | Bobby Chamberlain      | Grande-Bretagne | 5  | 6 | 6 | 12  | +6  | 10  |
| 2    | Jordan Cownie          | Grande-Bretagne | 5  | 5 | 6 | 11  | +12 | 0   |
| 3    | Lewis Hook             | Grande-Bretagne | 5  | 4 | 7 | 11  | +10 | 4   |
| 4    | Paulius Gintautas      | Lituanie        | 5  | 6 | 3 | 9   | +5  | 2   |
| 5    | Danielius Nomanovas    | Lituanie        | 5  | 4 | 5 | 9   | ±0  | 6   |
| 6    | Raymond van der Schuit | Pays-Bas        | 5  | 1 | 7 | 8   | ±0  | 6   |
| 7    | Mircea Constantin      | Roumanie        | 5  | 4 | 3 | 7   | –1  | 0   |
| 8    | Ugnius Cizas           | Lituanie        | 5  | 2 | 5 | 7   | +5  | 2   |
| 9    | Kim Do-hyung           | Corée du Sud    | 5  | 1 | 5 | 6   | –4  | 2   |
| 10   | Reno de Hondt          | Pays-Bas        | 5  | 4 | 1 | 5   | –4  | 2   |

### Meilleurs gardiens de but
Seuls sont classés les gardiens ayant joué au minimum 40 % du temps de jeu de leur équipe.
| Rang | Joueur           | Pays         | Min          | BC | Moy  | %Arr  | Bl |
| ---- | ---------------- | ------------ | ------------ | -- | ---- | ----- | -- |
| 1    | Daniil Seppenen  | Estonie      | 209 min 11 s | 12 | 3,44 | 91,24 | 0  |
| 2    | Lee Yeon-seung   | Corée du Sud | 205 min 26 s | 11 | 3,21 | 90,83 | 0  |
| 3    | Jefrey Vermeulen | Pays-Bas     | 123 min 55 s | 7  | 3,39 | 90,67 | 0  |
| 4    | Attila Adorjan   | Roumanie     | 302 min 37 s | 22 | 4,36 | 90,48 | 0  |
| 5    | Simas Baltrūnas  | Lituanie     | 308 min 18 s | 18 | 3,50 | 90,22 | 0  |

## Division IIB
Le tournoi de la Division IIB a lieu à Jaca en Espagne du 13 au 19 décembre 2014.
| \| Localisation de la ville de Jaca en Espagne. \| Localisation de la ville de Jaca en Espagne. |
| Localisation de la ville de Jaca en Espagne.                                                    |

### Résultats
| 13 décembre 2014 | Belgique | 3-2 (pr) (0-1, 1-0, 1-1, 1-0) | Australie | Pabellon de Hielo 203 spectateurs |

| Feuille de match | Feuille de match                                                                                                   | Feuille de match    | Feuille de match                                        | Feuille de match                                   |
| ---------------- | --- | ------------------- | ------------------------------------------------------- | -------------------------------------------------- |
|                  | van Noten (Neven, Henry) — 33 min 48 s van Rooy (Henry, Neven) — 59 min 23 s van Rooy (Goris, Neven) — 60 min 29 s | 0–1 1–1 1–2 2–2 3–2 | Kubara (Pataky) — 11 min 43 s Sak (Hodic) — 53 min 56 s | Arbitrage : Miklos Haszonits Sergio Biec Jos Korte |
| Keanu Evers      | Gardiens | Charlie Smart       |                                                         | Arbitrage : Miklos Haszonits Sergio Biec Jos Korte |
| 6 min            | Pénalités | 12 min              |                                                         | Arbitrage : Miklos Haszonits Sergio Biec Jos Korte |
| 42               | Tirs | 24                  |                                                         | Arbitrage : Miklos Haszonits Sergio Biec Jos Korte |

| 13 décembre 2014 | Serbie | 0-4 (0-1, 0-0, 0-3) | Croatie | Pabellon de Hielo 310 spectateurs |

| Feuille de match | Feuille de match | Feuille de match | Feuille de match | Feuille de match                                              |
| ---------------- | ---------------- | ---------------- | --- | ------------------------------------------------------------- |
|                  |                  | 0–1 0–2 0–3 0–4  | Jarcov (Milicic, Platuzic) — 32 s Jarcov (Milicic) — 47 min 46 s Vukoja — 48 min 22 s Jankovic (Kegalj, Vukoja) — 59 min 49 s | Arbitrage : Damien Bliek Mikulash Furnadziev Alejandro Garcia |
| Jug Mitic        | Gardiens         | Vilim Rosandic   | | Arbitrage : Damien Bliek Mikulash Furnadziev Alejandro Garcia |
| 6 min            | Pénalités        | 6 min            | | Arbitrage : Damien Bliek Mikulash Furnadziev Alejandro Garcia |
| 27               | Tirs             | 39               | | Arbitrage : Damien Bliek Mikulash Furnadziev Alejandro Garcia |

| 13 décembre 2014 | Espagne | 8-3 (1-0, 3-2, 4-1) | Islande | Pabellon de Hielo 950 spectateurs |

| Feuille de match | Feuille de match | Feuille de match                            | Feuille de match | Feuille de match                               |
| ---------------- | --- | ------------------------------------------- | --- | ---------------------------------------------- |
|                  | Pantoja (Hernandez) — 4 min 11 s Fernandez-Pola — 26 min 29 s Manero (Fuentes, Gainza) — 30 min 30 s (2 SN) Fernandez-Pola (Arrinda, Manero) — 34 min 42 s Gonzalez (Garcia) — 44 min 29 s (IN) Manero (Solorzano, Gainza) — 48 min 3 s (SN) Alvarez (Rubio) — 59 min 13 s Rubio (Cerda) — 59 min 20 s | 1–0 2–0 2–1 2–2 3–2 4–2 5–2 6–2 6–3 7–3 8–3 | Arnason (Helgason, Magnusson) — 28 min 2 s (SN) Thorsteinsson (Lindal) — 28 min 44 s Johannesson (Sigrunarson, Arnason) — 52 min 12 s () | Arbitrage : Stian Halm Liu Jia Qi Mathieu Loos |
| Ignacio Garcia   | Gardiens | Atli Valdimarsson                           | | Arbitrage : Stian Halm Liu Jia Qi Mathieu Loos |
| 10 min           | Pénalités | 24 min                                      | | Arbitrage : Stian Halm Liu Jia Qi Mathieu Loos |
| 47               | Tirs | 14                                          | | Arbitrage : Stian Halm Liu Jia Qi Mathieu Loos |

| 14 décembre 2014 | Croatie | 4-2 (0-0, 3-1, 1-1) | Australie | Pabellon de Hielo 127 spectateurs |

| Feuille de match | Feuille de match | Feuille de match        | Feuille de match                                                                | Feuille de match                                   |
| ---------------- | --- | ----------------------- | ------------------------------------------------------------------------------- | -------------------------------------------------- |
|                  | Milicic (Platuzic, Boric) — 21 min 50 s (SN) Vukoja (Jankovic, Kegalj) — 22 min 43 s Kegalj (Jarcov, Milicic) — 33 min 55 s Novak (Pavicevic) — 43 min 19 s | 1–0 2–0 3–0 3–1 4–1 4–2 | Boyle (Williams) — 36 min 14 s (IN) Reinecke (Pataky, Fedor) — 44 min 38 s (SN) | Arbitrage : Stian Halm Alejandro Garcia Liu Jia Qi |
| Vilim Rosandic   | Gardiens | Nicholas Novysedlak     |                                                                                 | Arbitrage : Stian Halm Alejandro Garcia Liu Jia Qi |
| 26 min           | Pénalités | 16 min                  |                                                                                 | Arbitrage : Stian Halm Alejandro Garcia Liu Jia Qi |
| 39               | Tirs | 21                      |                                                                                 | Arbitrage : Stian Halm Alejandro Garcia Liu Jia Qi |

| 14 décembre 2014 | Islande | 2-6 (0-1, 2-1, 0-4) | Belgique | Pabellon de Hielo 250 spectateurs |

| Feuille de match  | Feuille de match                                                           | Feuille de match                | Feuille de match | Feuille de match                                    |
| ----------------- | -------------------------------------------------------------------------- | ------------------------------- | --- | --------------------------------------------------- |
|                   | Olafsson (Thorsteinsson) — 23 min 24 s Maack (Magnusson, Arnason) — 35 min | 0–1 1–1 1–2 2–2 2–3 2–4 2–5 2–6 | Neven (Goris, Henry) — 2 min 1 s (SN) Henry (van Noten) — 33 min 35 s Bollue (van Rooy, Goris) — 41 min 18 s (SN) van Rooy (Goris, Henry) — 52 min 40 s Kolodziejczyk (Bollue) — 53 min 33 s Henry (van Noten, Tambeur) — 56 min 49 s | Arbitrage : Andrea Moschen Sergio Biec Mathieu Loos |
| Atli Valdimarsson | Gardiens                                                                   | Keanu Evers                     | | Arbitrage : Andrea Moschen Sergio Biec Mathieu Loos |
| 30 min            | Pénalités                                                                  | 14 min                          | | Arbitrage : Andrea Moschen Sergio Biec Mathieu Loos |
| 26                | Tirs                                                                       | 29                              | | Arbitrage : Andrea Moschen Sergio Biec Mathieu Loos |

| 14 décembre 2014 | Espagne | 7-0 (3-0, 1-0, 3-0) | Serbie | Pabellon de Hielo 950 spectateurs |

| Feuille de match | Feuille de match | Feuille de match            | Feuille de match | Feuille de match                                    |
| ---------------- | --- | --------------------------- | ---------------- | --------------------------------------------------- |
|                  | Hernandez (Gonzalez, Paul) — 8 min 33 s Manero (Fuentes, Gainza) — 14 min 4 s (2 SN) Solorzano (Fuentes) — 18 min 4 s Solorzano (Manero, Gainza) — 38 min 25 s (SN) Solorzano (Fuentes, Gainza) — 40 min 34 s Gonzalez (Pantoja, Hernandez) — 43 min 53 s Poch (Fuentes, Solorzano) — 46 min 43 s (SN) | 1–0 2–0 3–0 4–0 5–0 6–0 7–0 |                  | Arbitrage : Miklos Haszonits Jos Korte Istvan Mathe |
| Ignacio Garcia   | Gardiens | Jug Mitic                   |                  | Arbitrage : Miklos Haszonits Jos Korte Istvan Mathe |
| 26 min           | Pénalités | 34 min                      |                  | Arbitrage : Miklos Haszonits Jos Korte Istvan Mathe |
| 43               | Tirs | 27                          |                  | Arbitrage : Miklos Haszonits Jos Korte Istvan Mathe |

| 16 décembre 2014 | Croatie | 6-3 (2-0, 2-3, 2-0) | Islande | Pabellon de Hielo 61 spectateurs |

| Feuille de match | Feuille de match | Feuille de match                    | Feuille de match | Feuille de match                                          |
| ---------------- | --- | ----------------------------------- | --- | --------------------------------------------------------- |
|                  | Milicic (Jarcov, Platuzic) — 14 min 24 s Vukoja (Jankovic) — 17 min 2 s (SN) Jankovic (Jarcov) — 33 min 18 s Jazbec (Vukoja) — 35 min 38 s Jarcov (Jankovic) — 44 min 38 s Milicic (Stancic, Platuzic) — 48 min 40 s | 1–0 2–0 2–1 2–2 3–2 4–2 4–3 5–3 6–3 | Maack (Johannesson) — 31 min 26 s Olafsson (Arnason, Johannesson) — 32 min 12 s Helgason (Arnason) — 39 min 8 s (SN) | Arbitrage : Damien Bliek Mikulash Firmadziev Istvan Mathe |
| Ivan Ruzic       | Gardiens | Nicolas Jouanne                     | | Arbitrage : Damien Bliek Mikulash Firmadziev Istvan Mathe |
| 10 min           | Pénalités | 29 min                              | | Arbitrage : Damien Bliek Mikulash Firmadziev Istvan Mathe |
| 35               | Tirs | 22                                  | | Arbitrage : Damien Bliek Mikulash Firmadziev Istvan Mathe |

| 16 décembre 2014 | Serbie | 2-4 (0-1, 1-2, 1-1) | Australie | Pabellon de Hielo 300 spectateurs |

| Feuille de match | Feuille de match                                                               | Feuille de match        | Feuille de match | Feuille de match                                    |
| ---------------- | ------------------------------------------------------------------------------ | ----------------------- | --- | --------------------------------------------------- |
|                  | Lestaric (Glavonjic) — 29 min 58 s (SN) Pajic (Anic, Zwick) — 58 min 16 s (SN) | 0–1 0–2 1–2 1–3 1–4 2–4 | Fedor (Kubara) — 1 min 42 s (SN) Kubara (McGuiness, Boyle) — 24 min 34 s McGuiness (Kubara) — 34 min 51 s Hodic (Punlair, Webster) — 53 min 56 s | Arbitrage : Miklos Haszonits Sergio Biec Liu Jia Qi |
| Jug Mitic        | Gardiens                                                                       | Charlie Smart           | | Arbitrage : Miklos Haszonits Sergio Biec Liu Jia Qi |
| 10 min           | Pénalités                                                                      | 18 min                  | | Arbitrage : Miklos Haszonits Sergio Biec Liu Jia Qi |
| 67               | Tirs                                                                           | 17                      | | Arbitrage : Miklos Haszonits Sergio Biec Liu Jia Qi |

| 16 décembre 2014 | Espagne | 5-2 (0-1, 2-0, 3-1) | Belgique | Pabellon de Hielo 950 spectateurs |

| Feuille de match | Feuille de match | Feuille de match            | Feuille de match                                                     | Feuille de match                                  |
| ---------------- | --- | --------------------------- | -------------------------------------------------------------------- | ------------------------------------------------- |
|                  | Hernandez (Arrinda, Fuentes) — 35 min 35 s (SN) Fernandez-Pola (Garcia) — 39 min 59 s (IN) Arrinda (Manero) — 42 min 13 s Hernandez (Gainza, Arrinda) — 47 min 16 s (SN) Cerda (Alvarez, Rubio) — 53 min 47 s | 0–1 1–1 2–1 3–1 4–1 5–1 5–2 | van Rooy (Goris) — 15 min 52 s (IN) Henry (Goris) — 57 min 52 s (SN) | Arbitrage : Andrea Moschen Jos Korte Mathieu Loos |
| Ignacio Garcia   | Gardiens | Keanu Evers                 |                                                                      | Arbitrage : Andrea Moschen Jos Korte Mathieu Loos |
| 35 min           | Pénalités | 30 min                      |                                                                      | Arbitrage : Andrea Moschen Jos Korte Mathieu Loos |
| 40               | Tirs | 23                          |                                                                      | Arbitrage : Andrea Moschen Jos Korte Mathieu Loos |

| 18 décembre 2014 | Islande | 2-4 (0-1, 1-3, 1-0) | Serbie | Pabellon de Hielo 86 spectateurs |

| Feuille de match | Feuille de match                                                                | Feuille de match        | Feuille de match | Feuille de match                                         |
| ---------------- | ------------------------------------------------------------------------------- | ----------------------- | --- | -------------------------------------------------------- |
|                  | Magnusson (Arnason) — 27 min 53 s Johannesson (Arnason, Helgason) — 59 min 34 s | 0–1 0–2 0–3 1–3 1–4 2–4 | Stojanovic (Glavonjic, Novakovic) — 6 min 54 s Glavonjic (Podunavac) — 21 min 18 s Barackov (Zwick, Pajic) — 24 min 18 s Novakovic (Glavonjic, Lestaric) — 33 min 35 s | Arbitrage : Andrea Moschen Alejandro Garcia Mathieu Loos |
| Nicolas Jouanne  | Gardiens                                                                        | Jug Mitic               | | Arbitrage : Andrea Moschen Alejandro Garcia Mathieu Loos |
| 2 min            | Pénalités                                                                       | 10 min                  | | Arbitrage : Andrea Moschen Alejandro Garcia Mathieu Loos |
| 25               | Tirs                                                                            | 36                      | | Arbitrage : Andrea Moschen Alejandro Garcia Mathieu Loos |

| 18 décembre 2014 | Belgique | 2-5 (1-1, 0-1, 1-3) | Croatie | Pabellon de Hielo 300 spectateurs |

| Feuille de match | Feuille de match                                                               | Feuille de match            | Feuille de match | Feuille de match                                       |
| ---------------- | ------------------------------------------------------------------------------ | --------------------------- | --- | ------------------------------------------------------ |
|                  | Coolen (Kolodziejczyk, Buelens) — 4 min 56 s van Noten (Glassee) — 42 min 35 s | 1–0 1–1 1–2 1–3 2–3 2–4 2–5 | Jarcov — 11 min 38 s (IN) Krnic (Platuzic, Boric) — 34 min 20 s Vukoja (Jankovic, Kegalj) — 40 min 26 s Jarcov (Boric) — 53 min 43 s (SN) Jankovic (Vukoja, Boric) — 58 min 23 s | Arbitrage : Stian Halm Sergio Biec Mikulash Furnadziev |
| Keanu Evers      | Gardiens                                                                       | Vilim Rosandic              | | Arbitrage : Stian Halm Sergio Biec Mikulash Furnadziev |
| 16 min           | Pénalités                                                                      | 22 min                      | | Arbitrage : Stian Halm Sergio Biec Mikulash Furnadziev |
| 20               | Tirs                                                                           | 44                          | | Arbitrage : Stian Halm Sergio Biec Mikulash Furnadziev |

| 18 décembre 2014 | Australie | 2-5 (1-1, 1-2, 0-2) | Espagne | Pabellon de Hielo 850 spectateurs |

| Feuille de match    | Feuille de match                                                    | Feuille de match            | Feuille de match | Feuille de match                                |
| ------------------- | ------------------------------------------------------------------- | --------------------------- | --- | ----------------------------------------------- |
|                     | Kubara (Fedor, McGuiness) — 14 min 25 s Fedor (Hodic) — 35 min 29 s | 0–1 1–1 1–2 1–3 2–3 2–4 2–5 | Gainza (Pantoja, Gonzalez) — 6 min 22 s Rubio (Fuentes) — 23 min 7 s Hernandez (Gonzalez, Baldris) — 24 min 17 s Rubio (Alvarez, Baldris) — 47 min 18 s Rubio (Alvarez) — 58 min 54 s (IN) | Arbitrage : Damien Bliek Jos Korte Istvan Mathe |
| Nicholas Novysedlak | Gardiens                                                            | Jhon Sebastian Varela       | | Arbitrage : Damien Bliek Jos Korte Istvan Mathe |
| 14 min              | Pénalités                                                           | 12 min                      | | Arbitrage : Damien Bliek Jos Korte Istvan Mathe |
| 16                  | Tirs                                                                | 51                          | | Arbitrage : Damien Bliek Jos Korte Istvan Mathe |

| 19 décembre 2014 | Serbie | 3-2 (pr) (0-0, 2-0, 0-2, 1-0) | Belgique | Pabellon de Hielo 63 spectateurs |

| Feuille de match | Feuille de match | Feuille de match    | Feuille de match                                                                           | Feuille de match                                           |
| ---------------- | --- | ------------------- | ------------------------------------------------------------------------------------------ | ---------------------------------------------------------- |
|                  | Glavonjic (Stojanovic, Lestaric) — 21 min 4 s (SN) Podunavac (Novakovic, Pajic) — 39 min 51 s (SN) Zwick (Pajic) — 62 min 31 s | 1–0 2–0 2–1 2–2 3–2 | Henry (Dockx, Neven) — 42 min 50 s (IN) Glassee (Kolodziejczyk, Delbrassine) — 49 min 21 s | Arbitrage : Miklos Haszonits Alejandro Garcia Istvan Mathe |
| Jug Mitic        | Gardiens | Keanu Evers         |                                                                                            | Arbitrage : Miklos Haszonits Alejandro Garcia Istvan Mathe |
| 10 min           | Pénalités | 18 min              |                                                                                            | Arbitrage : Miklos Haszonits Alejandro Garcia Istvan Mathe |
| 31               | Tirs | 31                  |                                                                                            | Arbitrage : Miklos Haszonits Alejandro Garcia Istvan Mathe |

| 19 décembre 2014 | Australie | 5-1 (1-0, 2-0, 2-1) | Islande | Pabellon de Hielo 250 spectateurs |

| Feuille de match | Feuille de match | Feuille de match        | Feuille de match                                   | Feuille de match                                          |
| ---------------- | --- | ----------------------- | -------------------------------------------------- | --------------------------------------------------------- |
|                  | Fedor (Hodic) — 3 min 29 s Hodic (Fedor) — 21 min (SN) Hodic — 42 min 31 s Fedor (Kubara, Hodic) — 55 min 39 s () Reinecke (Boyle, Punler) — 59 min 59 s (2 SN) | 1–0 2–0 3–0 3–1 4–1 5–1 | Helgason (Sigrunarson, Arnason) — 42 min 31 s (SN) | Arbitrage : Andrea Moschen Mikulash Furnadziev Liu Jia Qi |
| Charlie Smart    | Gardiens | Nicholas Jouanne        |                                                    | Arbitrage : Andrea Moschen Mikulash Furnadziev Liu Jia Qi |
| 12 min           | Pénalités | 20 min                  |                                                    | Arbitrage : Andrea Moschen Mikulash Furnadziev Liu Jia Qi |
| 21               | Tirs | 50                      |                                                    | Arbitrage : Andrea Moschen Mikulash Furnadziev Liu Jia Qi |

| 19 décembre 2014 | Croatie | 3-2 (1-0, 2-0, 0-2) | Espagne | Pabellon de Hielo 1 650 spectateurs |

| Feuille de match | Feuille de match                                                                                 | Feuille de match    | Feuille de match                                               | Feuille de match                                |
| ---------------- | ------------------------------------------------------------------------------------------------ | ------------------- | -------------------------------------------------------------- | ----------------------------------------------- |
|                  | Jankovic (Vukoja) — 4 min 59 s Milicic (Plesko, Jarcov) — 23 min 4 s (SN) Jankovic — 30 min 58 s | 1–0 2–0 3–0 3–1 3–2 | Rubio (Garcia) — 52 min 43 s Vicente (Solorzano) — 54 min 26 s | Arbitrage : Damien Bliek Jos Korte Mathieu Loos |
| Vilim Rosandic   | Gardiens                                                                                         | Ignacio Garcia      |                                                                | Arbitrage : Damien Bliek Jos Korte Mathieu Loos |
| 6 min            | Pénalités                                                                                        | 26 min              |                                                                | Arbitrage : Damien Bliek Jos Korte Mathieu Loos |
| 43               | Tirs                                                                                             | 30                  |                                                                | Arbitrage : Damien Bliek Jos Korte Mathieu Loos |

### Classement final
| Clt   | Équipe       | PJ | V | VP | D | DP | BP | BC | Diff | Pts |
| ----- | ------------ | -- | - | -- | - | -- | -- | -- | ---- | --- |
| +001, | Croatie (R)  | 5  | 5 | 0  | 0 | 0  | 22 | 9  | +13  | 15  |
| +002, | Espagne      | 5  | 4 | 0  | 1 | 0  | 27 | 10 | +17  | 12  |
| +003, | Australie    | 5  | 2 | 0  | 2 | 1  | 15 | 15 | 0    | 7   |
| +004, | Belgique (P) | 5  | 1 | 1  | 2 | 1  | 15 | 17 | -2   | 6   |
| +005, | Serbie       | 5  | 1 | 1  | 3 | 0  | 9  | 19 | -10  | 5   |
| +006, | Islande      | 5  | 0 | 0  | 5 | 0  | 11 | 29 | -18  | 0   |

- Accession à la division IIA
- Relégation en division III

### Meilleurs pointeurs
| Rang | Joueur          | Pays      | PJ | B | A | Pts | +/− | Pun |
| ---- | --------------- | --------- | -- | - | - | --- | --- | --- |
| 1    | Ivan Janković   | Croatie   | 5  | 5 | 4 | 9   | +9  | 4   |
| 2    | Luka Jarcov     | Croatie   | 5  | 5 | 4 | 9   | +5  | 20  |
| 3    | Luka Vukoja     | Croatie   | 5  | 4 | 4 | 8   | +7  | 2   |
| 4    | Bryan Henry     | Belgique  | 5  | 4 | 4 | 8   | +1  | 4   |
| 5    | Ingthor Arnason | Islande   | 5  | 1 | 7 | 8   | -3  | 4   |
| 6    | Oriol Rubio     | Espagne   | 5  | 5 | 2 | 7   | +8  | 0   |
| 7    | Matija Miličić  | Espagne   | 5  | 4 | 3 | 7   | +2  | 0   |
| 8    | Kayne Fedor     | Australie | 5  | 4 | 3 | 7   | +2  | 4   |
| 9    | Sam Hodic       | Australie | 5  | 3 | 4 | 7   | ±0  | 12  |
| 10   | Iñigo Gaínza    | Espagne   | 5  | 1 | 6 | 7   | +3  | 6   |

### Meilleurs gardiens de but
Seuls sont classés les gardiens ayant joué au minimum 40 % du temps de jeu de leur équipe.
| Rang | Joueur         | Pays      | Min          | BC | Moy  | %Arr  | Bl |
| ---- | -------------- | --------- | ------------ | -- | ---- | ----- | -- |
| 1    | Charlie Smart  | Australie | 180 min 29 s | 6  | 1,99 | 96,23 | 0  |
| 2    | Vilim Rosandić | Croatie   | 240 min 0 s  | 6  | 1,50 | 93,88 | 1  |
| 3    | Ignacio García | Espagne   | 238 min 38 s | 8  | 2,00 | 92,52 | 1  |
| 4    | Keanu Evers    | Belgique  | 302 min 47 s | 17 | 3,37 | 89,70 | 0  |
| 5    | Jug Mitić      | Serbie    | 300 min 5 s  | 19 | 3,80 | 87,74 | 0  |

## Division III
Le tournoi de la Division III a lieu à Dunedin en Nouvelle-Zélande du 20 au 25 janvier 2015. Citant des raisons financières, la Bulgarie déclare forfait pour le tournoi.

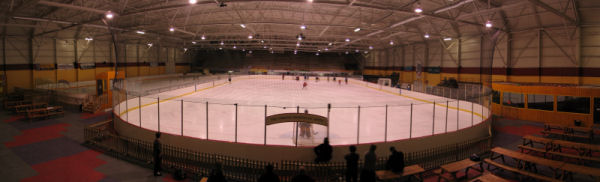
Vue de l'intérieur de l'Icestadium de Dunedin

### Résultats
| 20 janvier 2015 | Mexique | 1-6 (0-0, 0-4, 1-2) | Chine | Dunedin Ice Stadium 150 spectateurs |

| Feuille de match | Feuille de match                          | Feuille de match            | Feuille de match | Feuille de match                                                 |
| ---------------- | ----------------------------------------- | --------------------------- | --- | ---------------------------------------------------------------- |
|                  | Duenas (Arjona, Cosio) — 46 min 18 s (SN) | 0-1 0-2 0-3 0-4 1-4 1-5 1-6 | Zhang Z. (Zuo) — 20 min 26 s Huang (Wu H.) — 27 min 3 s Wu H. (Zuo, Huang) — 34 min 17 s (SN) Lu (Zuo, Qian) — 39 min (SN) Liu Q. (Liu Y., Li) — 46 min 48 s Zuo (Lu, Zhang Z.) — 51 min 17 s (SN) | Arbitrage : Hideki Yamauchi Braden O'Loughlin Casper Russelhuber |
| Richard Albrecht | Gardiens                                  | Sun Zehao                   | | Arbitrage : Hideki Yamauchi Braden O'Loughlin Casper Russelhuber |
| 14 min           | Pénalités                                 | 34 min                      | | Arbitrage : Hideki Yamauchi Braden O'Loughlin Casper Russelhuber |
| 6                | Tirs                                      | 37                          | | Arbitrage : Hideki Yamauchi Braden O'Loughlin Casper Russelhuber |

| 20 janvier 2015 | Afrique du Sud | 1-5 (0-2, 1-1, 0-2) | Nouvelle-Zélande | Dunedin Ice Stadium 250 spectateurs |

| Feuille de match | Feuille de match                    | Feuille de match        | Feuille de match | Feuille de match                               |
| ---------------- | ----------------------------------- | ----------------------- | --- | ---------------------------------------------- |
|                  | Compton (Malgas) — 22 min 26 s (SN) | 0-1 0-2 1-2 1-3 1-4 1-5 | Burns (Macharg, Roth) — 6 min 54 s Macharg (Roth) — 11 min 8 s Roth (Orr, Carson-Pratt) — 36 min 22 s Orr (Hurring, Roth) — 41 min 32 s (SN) Kennedy (Hurring, Ellis) — 51 min 32 s | Arbitrage : Cory Ross Jake Davis Shinobu Kawai |
| Marcello Strydom | Gardiens                            | Liam Henare             | | Arbitrage : Cory Ross Jake Davis Shinobu Kawai |
| 6 min            | Pénalités                           | 26 min                  | | Arbitrage : Cory Ross Jake Davis Shinobu Kawai |
| 21               | Tirs                                | 30                      | | Arbitrage : Cory Ross Jake Davis Shinobu Kawai |

| 21 janvier 2015 | Turquie | 1-3 (1-1, 0-1, 0-1) | Afrique du Sud | Dunedin Ice Stadium 150 spectateurs |

| Feuille de match | Feuille de match                 | Feuille de match | Feuille de match                                                                                    | Feuille de match                                           |
| ---------------- | -------------------------------- | ---------------- | --------------------------------------------------------------------------------------------------- | ---------------------------------------------------------- |
|                  | Bingol (Akay) — 19 min 39 s (IN) | 0-1 1-1 1-2 1-3  | Thornton (Fisher) — 1 min 25 s (SN) Husselman — 39 min 54 s Thornton (Krotz, Compton) — 53 min 36 s | Arbitrage : Wlodzimierz Markzuk Ryan Cairns Park Jae-hyung |
| Muhammed Karagul | Gardiens                         | Marcello Strydom | | Arbitrage : Wlodzimierz Markzuk Ryan Cairns Park Jae-hyung |
| 16 min           | Pénalités                        | 12 min           | | Arbitrage : Wlodzimierz Markzuk Ryan Cairns Park Jae-hyung |
| 17               | Tirs                             | 22               | | Arbitrage : Wlodzimierz Markzuk Ryan Cairns Park Jae-hyung |

| 22 janvier 2015 | Chine | 6-1 (1-1, 1-0, 4-0) | Turquie | Dunedin Ice Stadium 75 spectateurs |

| Feuille de match | Feuille de match | Feuille de match            | Feuille de match                 | Feuille de match                                   |
| ---------------- | --- | --------------------------- | -------------------------------- | -------------------------------------------------- |
|                  | Li (Yue) — 9 min 56 s Liu Y. (Li, Zhu) — 23 min 18 s Liu Q. (Liu Y.) — 41 min 28 s Liu Y. (Zhu) — 44 min 59 s (IN) Liu Y. — 45 min 38 s Liu Q. (Li) — 58 min 26 s (SN) | 1-0 1-1 2-1 3-1 4-1 5-1 6-1 | Ustun (Faner) — 19 min 27 s (SN) | Arbitrage : Cory Ross Jake Davis Braden O'Loughlin |
| Sun Zehao        | Gardiens | Muhammed Karagul            |                                  | Arbitrage : Cory Ross Jake Davis Braden O'Loughlin |
| 41 min           | Pénalités | 24 min                      |                                  | Arbitrage : Cory Ross Jake Davis Braden O'Loughlin |
| 41               | Tirs | 10                          |                                  | Arbitrage : Cory Ross Jake Davis Braden O'Loughlin |

| 22 janvier 2015 | Nouvelle-Zélande | 2-3 (TB) (0-0, 2-2, 0-0, 0-0, 0-1) | Mexique | Dunedin Ice Stadium 250 spectateurs |

| Feuille de match | Feuille de match                                              | Feuille de match    | Feuille de match                                                                 | Feuille de match                                                  |
| ---------------- | ------------------------------------------------------------- | ------------------- | -------------------------------------------------------------------------------- | ----------------------------------------------------------------- |
|                  | Frear (Hurring) — 22 min 47 s (2 SN) Orr (Roth) — 34 min 39 s | 0-1 1-1 1-2 2-2 2-3 | Navarro (Alva) — 24 min 56 s Martinez (Duenas) — 28 min 48 s Perez — 65 min (TB) | Arbitrage : Wlodzimierz Marczuk Park Jae-hyung Casper Russelhuber |
| Liam Henare      | Gardiens                                                      | Jaime Perez         |                                                                                  | Arbitrage : Wlodzimierz Marczuk Park Jae-hyung Casper Russelhuber |
| 14 min           | Pénalités                                                     | 20 min              |                                                                                  | Arbitrage : Wlodzimierz Marczuk Park Jae-hyung Casper Russelhuber |
| 35               | Tirs                                                          | 23                  |                                                                                  | Arbitrage : Wlodzimierz Marczuk Park Jae-hyung Casper Russelhuber |

| 23 janvier 2015 | Afrique du Sud | 0-13 (0-5, 0-2, 0-6) | Chine | Dunedin Ice Stadium 120 spectateurs |

| Feuille de match            | Feuille de match | Feuille de match                                        | Feuille de match | Feuille de match                                       |
| --------------------------- | ---------------- | ------------------------------------------------------- | --- | ------------------------------------------------------ |
|                             |                  | 0–1 0–2 0–3 0–4 0–5 0–6 0–7 0–8 0–9 0–10 0–11 0–12 0–13 | Li H. — 45 s Zhang Z. (Zuo T., Wu J.) — 6 min 30 s Liu Q. (Li H.) — 12 min 19 s Liu Q. — 14 min 21 s Li H. (Zhu Z.) — 16 min 38 s Zhang P. — 23 min 47 s (IN) Li H. (Wu J.) — 34 min 5 s Liu Q. (Liang W.) — 43 min 59 s Wu H. (Zhang P.) — 45 min 2 s Zhu Z. (Liang W.) — 50 min 7 s (SN) Yu M. (Qian J.) — 53 min 55 s (SN) Zhang P. (Liang W.) — 55 min 25 s Huang P. — 57 min 10 s | Arbitrage : Hideki Yamauchi Ryan Cairns Park Jae-hyung |
| Aslam Khan Marcello Strydom | Gardiens         | Han Wang                                                | | Arbitrage : Hideki Yamauchi Ryan Cairns Park Jae-hyung |
| 12 min                      | Pénalités        | 71 min                                                  | | Arbitrage : Hideki Yamauchi Ryan Cairns Park Jae-hyung |
| 13                          | Tirs             | 53                                                      | | Arbitrage : Hideki Yamauchi Ryan Cairns Park Jae-hyung |

| 24 janvier 2015 | Mexique | 3-0 (1-0, 0-0, 2-0) | Afrique du Sud | Dunedin Ice Stadium 75 spectateurs |

| Feuille de match | Feuille de match                                                                                                  | Feuille de match | Feuille de match | Feuille de match                                      |
| ---------------- | --- | ---------------- | ---------------- | ----------------------------------------------------- |
|                  | Martinez (Navarro, Garcia) — 16 min 36 s (SN) Duenas (Barron) — 59 min 14 s (CV) Bolanos (Martinez) — 59 min 59 s | 1-0 2-0 3-0      |                  | Arbitrage : Cory Ross Shinobu Kawai Braden O'Loughlin |
| Jaime Perez      | Gardiens | Marcello Strydom |                  | Arbitrage : Cory Ross Shinobu Kawai Braden O'Loughlin |
| 12 min           | Pénalités | 4 min            |                  | Arbitrage : Cory Ross Shinobu Kawai Braden O'Loughlin |
| 29               | Tirs | 19               |                  | Arbitrage : Cory Ross Shinobu Kawai Braden O'Loughlin |

| 24 janvier 2015 | Nouvelle-Zélande | 5-3 (2-1, 0-2, 3-0) | Turquie | Dunedin Ice Stadium 250 spectateurs |

| Feuille de match         | Feuille de match | Feuille de match                | Feuille de match                                                                     | Feuille de match                                          |
| ------------------------ | --- | ------------------------------- | ------------------------------------------------------------------------------------ | --------------------------------------------------------- |
|                          | Ellis (H. MacHarg) — 2 min 46 s (SN) Frear (Hurring) — 12 min 12 s (SN) Burns (H. MacHarg) — 41 min 34 s Roth (Ellis) — 46 min 6 s (SN) Kennedy — 47 min 14 s | 1–0 2–0 2–1 2–2 2–3 3–3 4–3 5–3 | Secer (Kavas, Takar) — 17 min 13 s Savas — 27 min 39 s Takar (O. Kars) — 33 min 55 s | Arbitrage : Hideki Yamauchi Jake Davis Capser Russelhuber |
| Hunter Waugh Liam Henare | Gardiens | Muhammed Karagul                |                                                                                      | Arbitrage : Hideki Yamauchi Jake Davis Capser Russelhuber |
| 16 min                   | Pénalités | 28 min                          |                                                                                      | Arbitrage : Hideki Yamauchi Jake Davis Capser Russelhuber |
| 43                       | Tirs | 28                              |                                                                                      | Arbitrage : Hideki Yamauchi Jake Davis Capser Russelhuber |

| 25 janvier 2015 | Turquie | 2-1 (1-0, 1-0, 0-1) | Mexique | Dunedin Ice Stadium 60 spectateurs |

| Feuille de match | Feuille de match                                                         | Feuille de match | Feuille de match                    | Feuille de match                                       |
| ---------------- | ------------------------------------------------------------------------ | ---------------- | ----------------------------------- | ------------------------------------------------------ |
|                  | Faner (Akay, Uzunali) — 10 min 45 s (SN) Faner (Hars) — 34 min 50 s (SN) | 1-0 2-0 2-1      | Garcia (Martinez) — 55 min 7 s (SN) | Arbitrage : Hideki Yamauchi Ryan Cairns Park Jae-hyung |
| Berk Akin        | Gardiens                                                                 | Richard Albrecht |                                     | Arbitrage : Hideki Yamauchi Ryan Cairns Park Jae-hyung |
| 14 min           | Pénalités                                                                | 18 min           |                                     | Arbitrage : Hideki Yamauchi Ryan Cairns Park Jae-hyung |
| 28               | Tirs                                                                     | 35               |                                     | Arbitrage : Hideki Yamauchi Ryan Cairns Park Jae-hyung |

| 25 janvier 2015 | Chine | 4-1 (1-0, 2-1, 1-0) | Nouvelle-Zélande | Dunedin Ice Stadium 400 spectateurs |

| Feuille de match | Feuille de match | Feuille de match    | Feuille de match                            | Feuille de match                                        |
| ---------------- | --- | ------------------- | ------------------------------------------- | ------------------------------------------------------- |
|                  | Lu (Zhang Z., Zuo) — 3 min 20 s Zhang Z. (Zuo) — 20 min 17 s Liu Q. (Zhu) — 30 min 4 s Liu Q. (Zhu) — 44 min 27 s (SN) | 1-0 2-0 2-1 3-1 4-1 | Ellis (Kennedy, MacHarg) — 26 min 32 s (SN) | Arbitrage : Wlodzimierz Marczuk Jake Davis hinobu Kawai |
| Wang Han         | Gardiens | Liam Henare         |                                             | Arbitrage : Wlodzimierz Marczuk Jake Davis hinobu Kawai |
| 74 min           | Pénalités | 33 min              |                                             | Arbitrage : Wlodzimierz Marczuk Jake Davis hinobu Kawai |
| 40               | Tirs | 37                  |                                             | Arbitrage : Wlodzimierz Marczuk Jake Davis hinobu Kawai |

### Classement final
| Clt   | Équipe           | PJ | V | VP | D | DP | BP | BC | Diff | Pts |
| ----- | ---------------- | -- | - | -- | - | -- | -- | -- | ---- | --- |
| +001, | Chine (R)        | 4  | 4 | 0  | 0 | 0  | 29 | 3  | +26  | 12  |
| +002, | Nouvelle-Zélande | 4  | 2 | 0  | 1 | 1  | 13 | 11 | +2   | 7   |
| +003, | Mexique          | 4  | 1 | 1  | 0 | 2  | 8  | 10 | -2   | 5   |
| +004, | Afrique du Sud   | 4  | 1 | 0  | 0 | 3  | 4  | 22 | -18  | 3   |
| +005, | Turquie          | 4  | 1 | 0  | 0 | 3  | 7  | 15 | -8   | 3   |

- Accession à la division IIB

### Meilleurs pointeurs
| Rang | Joueur           | Pays             | PJ | B | A | Pts | +/− | Pun |
| ---- | ---------------- | ---------------- | -- | - | - | --- | --- | --- |
| 1    | Liu Qing         | Chine            | 4  | 8 | 0 | 8   | +10 | 25  |
| 2    | Li Hang          | Chine            | 4  | 4 | 4 | 8   | +13 | 38  |
| 3    | Zuo Tianyou      | Chine            | 4  | 1 | 6 | 7   | +6  | 14  |
| 4    | Benedict Roth    | Nouvelle-Zélande | 4  | 2 | 4 | 6   | +2  | 6   |
| 5    | Zhu Ziyang       | Chine            | 4  | 1 | 5 | 6   | +13 | 2   |
| 6    | Liu Yongshen     | Chine            | 4  | 3 | 2 | 5   | +13 | 8   |
| 6    | Zhang Zesen      | Chine            | 4  | 3 | 2 | 5   | +6  | 2   |
| 8    | Frazer Ellis     | Nouvelle-Zélande | 4  | 2 | 2 | 4   | -2  | 4   |
| 8    | Gustavo Martinez | Mexique          | 4  | 2 | 2 | 4   | +1  | 8   |
| 10   | Jacob Hurring    | Nouvelle-Zélande | 4  | 0 | 4 | 4   | +2  | 0   |

### Meilleurs gardiens de but
Seuls sont classés les gardiens ayant joué au minimum 40 % du temps de jeu de leur équipe.
| Rang | Joueur           | Pays             | Min          | BC | Moy  | %Arr  | Bl |
| ---- | ---------------- | ---------------- | ------------ | -- | ---- | ----- | -- |
| 1    | Wang Han         | Chine            | 120 min      | 1  | 0,50 | 98    | 1  |
| 2    | Jaime Perez      | Mexique          | 125 min      | 2  | 0,96 | 96,43 | 1  |
| 3    | Liam Henare      | Nouvelle-Zélande | 211 min 5 s  | 8  | 2,27 | 82    | 0  |
| 4    | Sun Zehao        | Chine            | 120 min      | 2  | 1    | 88,89 | 0  |
| 5    | Richard Albrecht | Mexique          | 117 min 38 s | 8  | 4,08 | 88,73 | 0  |
| 6    | Muhammed Karagul | Turquie          | 180 min      | 14 | 4,67 | 87,83 | 0  |
| 7    | Marcello Strydom | Afrique du Sud   | 194 min 19 s | 12 | 3,71 | 87,63 | 0  |